# 鈴木達央
鈴木 達央（すずき たつひさ、1983年11月11日 - ）は、日本の男性声優、歌手。フリー。千葉県市川市生まれ、愛知県岡崎市育ち。妻は歌手のLiSAであり、一児の父。

## 来歴
小学校4〜5年生の頃は「家のデザインとか設計とかしたいな」と思い一級建築士になろうとしていた。海外のものはピサの斜塔、サグラダ・ファミリア、日本では金閣寺と銀閣寺などの歴史的な建造物、面白い建設物に興味があった。
声優になろうと思ったきっかけは、中学時代にファンである海外ドラマ『特攻野郎Aチーム』の吹き替えが存在すると知り、マイク前での仕事に興味が湧いたからという。
日本ナレーション演技研究所名古屋校（3年間通学）を経て、アイムエンタープライズに所属。所属後は事務所の方針で日本ナレーション演技研究所東京校に1年通っていた。
2003年、テレビアニメ『DEAR BOYS』の石井努役で声優デビュー。実際のデビューは『DEAR BOYS』放送の半年前の2002年にラジオで放送されたラジオドラマだったが、商品化はされていない。
2004年に行われたイベント「セイント・ビースト 〜ケダモノたちの聖なる宴〜」で「Black or White?」を披露しているところを見ていたランティスの井上俊次社長から直々に歌手デビューの誘いを受けてシングル「Just a Survivor」を発売。
その後は自分名義の音楽活動を控え、バンド・OLDCODEXを結成し、2009年10月21日にミニアルバム『OLDCODEX』を発売。再度メジャーデビューを果たす。
2015年、アニメージュ第37回アニメグランプリ声優部門にてグランプリを受賞。
2017年4月21日、ファミ通アワード2016にて男性キャラクターボイス賞を受賞。
2023年10月31日、同日をもって株式会社アイムエンタープライズを退所しフリーとして活動することを報告。

## 人物
音域はA - G。
方言は三河弁。趣味は読書、ゲーム鑑賞。特技は変顔。資格は毛筆五段、硬筆四段。
名前には、「目標を中央から達成できるような子に育ってほしい、いつも友人らの中心にいられるような子でいてほしい」という意味が込められている。他の名前の候補は「朝太郎」だった。
度々ネタとして「たつお」と呼ばれ、その派生として「たっつん」「たつ」「たつ兄」などが主流となっている。後輩には「たつさん」とも言われている。
日本ナレーション演技研究所東京校では、前野智昭と同じクラスだった。前野と友人だが、日本ナレーション演技研究所時代は、仲悪かった。その時、鈴木は当時所属していたアイムエンタープライズ、前野はアーツビジョンに所属していた同士だったため、鈴木は『DEAR BOYS』でデビューしていた頃で、前野はメジャーな仕事をしていなかったからライバル視していたのかも知れなかったという。2010年時点では前野とも「あの頃の俺ら、どうかしてたよな」と話をしている。『図書館戦争』で共演してから仲良くなったという。
それまでも何度か共演したことはあったが、メインキャスト同士で一緒になるのは初めてだった。その時の前野は久々に会い、「おう、久しぶり」と挨拶はしていたが、『図書館戦争』の第1話には鈴木が演じる手塚役の出番がなかったため、最初は完璧にアウェイな空気を感じていたという。
『仮面ライダーBLACK』、『仮面ライダーBLACK RX』のファンである。『仮面ライダー龍騎』の海外展開版である『KAMEN RIDER DRAGON KNIGHT』吹き替え版では主役であるキット役だが、変身の際の掛け声が「変身!」ではないことに不満を感じて掛け声を「変身」にしてもらおうと監督と交渉したが、却下された。

## 不倫問題
2021年7月30日に文春オンラインが20代の女性ファンとの不倫を報道。報道後の8月に鈴木が自殺を図り都内の病院に救急搬送されたと女性セブンが報道。
これを受け、同年8月4日に体調不良のため一切の芸能活動を休止することを発表。同日には妻のLiSAも心身疲労により一部の活動を休止することを発表している。
2021年8月30日、所属事務所の公式サイトに「無責任かつ不適切な行動」「愚かな振る舞い」を行ったとして謝罪文を公開した。事務所は「しばらく活動を休止したことにより、本人の体調は回復してきております。今後は、徐々にではありますが、鈴木の回復具合を見極めながら、活動を再開させていただく予定です」としている。
その後もイベント出演の見合わせや、役の降板、2022年春を以てOLDCODEXを解散する発表など、活動の見合わせが続いた。
2022年3月7日には所属事務所ホームページにて活動再開を発表している。

### 代役・後任
鈴木の持ち役を代演または引き継いだ声優は以下の通り。
| 後任       | 役名                     | 作品                                                                          | 代役・後任の初担当作品                                                                             |
| ---------- | ------------------------ | ----------------------------------------------------------------------------- | -------------------------------------------------------------------------------------------------- |
| 福西勝也   | ゲゲ                     | 『機界戦隊ゼンカイジャー』                                                    | 第25話                                                                                             |
| 福西勝也   | ダヴィオン               | 『DOTA：ドラゴンの血』                                                        | season2                                                                                            |
| 福西勝也   | 龍宮寺堅                 | 『東京リベンジャーズ』                                                        | 『ちびりべ』2022年6月19日配信分以降                                                                |
| 伊藤雄貴   | アラン・スティアート     | 『乙女ゲームの破滅フラグしかない悪役令嬢に転生してしまった…』                 | ゲーム『乙女ゲームの破滅フラグしかない悪役令嬢に転生してしまった… 〜波乱を呼ぶ海賊〜』特典ドラマCD |
| 松岡禎丞   | キバナ                   | 『ポケットモンスター』                                                        | 第82話以降                                                                                         |
| 前野智昭   | 東光太郎                 | 『ULTRAMAN』                                                                  | 『ULTRAMAN SEASON 2』                                                                              |
| 浅沼晋太郎 | 禁衛座                   | 『白夜極光』                                                                  | 2021年11月11日更新以降                                                                             |
| 梅原裕一郎 | アノス・ヴォルディゴード | 『魔王学院の不適合者 〜史上最強の魔王の始祖、転生して子孫たちの学校へ通う〜』 | テレビアニメ第2期                                                                                  |
| 佐藤拓也   | 暁月                     | 『十三歳の誕生日、皇后になりました。』                                        | オーディオドラマ第2弾                                                                              |

このうち、『乙女ゲームの破滅フラグしかない悪役令嬢に転生してしまった…』は2022年4月3日に開催されたイベント『春のカタリナ祭 カタリナ大好き男子会』にて復帰している。

## 出演
太字はメインキャラクター。

### テレビアニメ
2003年
- DEAR BOYS（石井努）
- D・N・ANGEL（関本雅弘）
- マーメイドメロディー ぴちぴちピッチ（男の人、太刀三郎）

2004年
- ローゼンメイデン（野球部員、花、男子生徒）
- 愛してるぜベイベ★★（土屋和博、男A）
- 頭文字D Fourth Stage（斉藤）
- かいけつゾロリ（モンスター、アロハの男、黄鬼）
- 学園アリス（横井、レオの部下D、男子生徒C）
- Get Ride! アムドライバー（研修生）
- ケロロ軍曹（2004年 - 2005年、カラスB、テレビの声、山田先生）
- ごくせん（父親、3年生C）
- 砂ぼうず（部下達）
- 最遊記RELOAD GUNLOCK（部下、妖怪）
- ポケットモンスター アドバンスジェネレーション（ケント）
- 舞-HiME（男子生徒）

2005年
- IGPX（チマー）
- CLUSTER EDGE（クロム団1号、生徒、ロード部下）
- 交響詩篇エウレカセブン（パーソナリティA）
- 極上生徒会（男子生徒2）
- 地獄少女（2005年 - 2017年、宅配屋、沢崎義郎、与平） - 2シリーズ
- 灼眼のシャナ（“琉眼”ウィネ）
- SHUFFLE!（福引店員）
- 好きなものは好きだからしょうがない!!（生徒、部長）
- SoltyRei（アンディ・アンダーソン）
- タイドライン・ブルー（副長、大臣、てしお副長、子ダチョウ）
- ふしぎ星の☆ふたご姫（2005年 - 2006年、おひさまの国の人々、フェンシング部長、部長） - 2シリーズ
- BLACK CAT（トルネオ配下）
- BLEACH（死神）
- 舞-乙HiME（兵士）
- まじめにふまじめ かいけつゾロリ（魔法学校の生徒、ポラ彦、魔法の国の医者、ラーメン屋の客、薬局店員、火山の笑う岩 他）
- LOVELESS（生徒、パパ、男の子、男子生徒）

2006年
- ガイキング LEGEND OF DAIKU-MARYU（ディック・アルカイン、ドラクロス）
- かしまし 〜ガール・ミーツ・ガール〜（柳本）
- 銀色のオリンシス（アキラ）
- 銀魂（政）
- ゼロの使い魔（ペリッソン、客、若きワルド）
- xxxHOLiC（男）
- らぶドル 〜Lovely Idol〜（西沢祐二、ヴィンテージジーンズ刑事、体操のお兄さん）
- ワンワンセレプー それゆけ!徹之進（リニア）

2007年
- かみちゃまかりん（久我神）
- 獣装機攻ダンクーガノヴァ（加門朔哉）
- セイント・ビースト 〜光陰叙事詩天使譚〜（肩のものパール）
- デジモンセイバーズ（マグナモン）
- のだめカンタービレ（橋本洋平）
- はぴはぴクローバー（チャラクさん）

2008年
- 黒執事（2008年 - 2024年、ドルイット子爵〈アレイスト・チェンバー〉） - 3シリーズ
- 図書館戦争（手塚光）
- 秘密 〜The Revelation〜（元村ヒロト）
- ポケットモンスター ダイヤモンド&パール（2008年 - 2010年、ジュン）
- 湾岸ミッドナイト（神谷マキ）

2009年
- 屍姫 玄（歪質）
- そらのおとしもの（2009年 - 2010年、守形英四郎） - 2シリーズ
- とある魔術の禁書目録（天井亜雄）
- ミラクル☆トレイン〜大江戸線へようこそ〜（西新宿五丁目吹）

2010年
- おまもりひまり（柾木泰三）
- 殿といっしょシリーズ（2010年 - 2011年、伊達政宗） - 2シリーズ
- バカとテストと召喚獣（2010年 - 2011年、坂本雄二） - 2シリーズ

2011年
- SKET DANCE（武光震平）
- 爆丸バトルブローラーズ ガンダリアンインベーダーズ（ライナス）
- BLOOD-C（時真慎一郎）
- ましろ色シンフォニー（椋梨隼太）
- メタルファイト ベイブレード 4D（クリス）

2012年
- あらしのよるに 〜ひみつのともだち〜（タプ）
- CRASH!（黒瀬桐）
- 黒子のバスケ（2011年 - 2015年、高尾和成） - 3シリーズ / 2016年に『ウインターカップ総集編』劇場上映
- 聖闘士星矢Ω（2012年 - 2014年、栄斗）
- たまこちゃんとコックボー（イケメン）
- となりの怪物くん（吉田春）

2013年
- アラタカンガタリ〜革神語〜（アカチ）
- イナズマイレブンGO ギャラクシー（2013年 - 2014年、井吹宗正、ソン・ジフン、ロブ・スターク、真名部陣介、バーク・セパクロー、マクシム・アドロフ、アクラ・ニヤート、タクラ・マーカー、セバン・バシャ、エーギル・セファイド）
- うたの☆プリンスさまっ♪ マジLOVEシリーズ（2013年 - 2016年、黒崎蘭丸） - 3シリーズ
- 境界の彼方（名瀬博臣）
- サーバント×サービス（長谷部豊） - 第3話のサバクイズの作画イラストも担当。
- とある科学の超電磁砲S（天井亜雄）
- Free!（2013年 - 2018年、橘真琴） - 3シリーズ
- まおゆう魔王勇者（軍人子弟）
- 名探偵コナン（2013年 - 2023年、余田拓郎、千野洋介、会澤玲二）

2014年
- オレん家のフロ事情（鷹巣）
- 月刊少女野崎くん（尾瀬）
- 極黒のブリュンヒルデ（黒服）
- ダイヤのA（2014年 - 2020年、三島優太） - 3シリーズ
- 七つの大罪（2014年 - 2021年、バン） - 4シリーズ + 特別編
- ノブナガン（ジャック）
- 幕末Rock（高杉晋作）
- ハピネスチャージプリキュア!（山崎健太）
- 鬼灯の冷徹（獄卒、一寸法師）
- 六畳間の侵略者!?（松平賢治）

2015年
- 終わりのセラフ（柊深夜） - 2シリーズ
- キュートランスフォーマー 帰ってきたコンボイの謎（ロックダウン） - 2シリーズ
- 攻殻機動隊 ARISE ALTERNATIVE ARCHITECTURE （ホセ）
- すべてがFになる THE PERFECT INSIDER（山根幸宏）
- 蒼穹のファフナー EXODUS（陣内貢）
- DIABOLIK LOVERS MORE,BLOOD（無神ユーマ）
- Dance with Devils（ローエン）
- ポケットモンスター XY&Z（イッペイ）
- ヤングブラック・ジャック（藤井）

2016年
- SERVAMP-サーヴァンプ-（椿）
- 坂本ですが?（安田）
- スカーレッドライダーゼクス（駒江クリストフ・ヨウスケ）
- だがしかし（2016年 - 2018年、遠藤豆、きなこ棒） - 2シリーズ
- ツキウタ。 THE ANIMATION（朏ユズル）
- ドリフターズ（菅野直）
- 91Days（ヴォルペ）
- 腐男子高校生活（白鳥勇次郎）
- プリンス・オブ・ストライド オルタナティブ（妹尾匡）
- 魔法少女?なりあ☆がーるず（魔獣）
- 迷家-マヨイガ-（ヴァルカナ）

2017年
- エルドライブ【ēlDLIVE】（レイン・ブリック）
- ちるらん にぶんの壱（土方歳三）
- クレヨンしんちゃん（犬飼）
- パズドラクロス（クロエル）
- 覆面系ノイズ（三古田瑛士）
- ロクでなし魔術講師と禁忌教典（ジャティス＝ロウファン）
- 笑ゥせぇるすまんNEW（網雲豪）
- ナナマル サンバツ（新名匠）
- SHADOW OF LAFFANDOR ラファンドール国物語 〜FANTASY PICTURE STORY〜（ネブラエス）
- 潔癖男子!青山くん（折原洋二）
- はじめてのギャル（御手洗大）
- 王様ゲーム The Animation（佐藤勇一）
- ドリフェス!R（小笠原明日真）
- ブレンド・S（秋月紅葉、オーナー）- 第7話サブタイトル文字も担当

2018年
- グランクレスト戦記（イオン）
- あっくんとカノジョ（荘敦大）
- ポチっと発明 ピカちんキット（2018年 - 2019年、ジェットウルフ、矢島純次）
- Butlers〜千年百年物語〜（神宮司高馬）
- 魔法少女サイト（美炭貴一郎）
- メガロボクス（2018年 - 2021年、白都樹生） - 2シリーズ
- 魔法少女 俺（魔法少女エブリシングクレイジービューティー）
- 銀河英雄伝説 Die Neue These 邂逅（オリビエ・ポプラン）
- ISLAND（三千界切那）
- 陰陽師・平安物語（源博雅）
- アンゴルモア 元寇合戦記（阿比留弥次郎）
- 京都寺町三条のホームズ（梶原冬樹）
- バキ（2018年 - 2020年、柴千春）- 2シリーズ
- 千銃士（キセル）
- パズドラ（2018年 - 2020年、HIDETO）
- BAKUMATSU（2018年 - 2019年、徳川慶喜） - 2シリーズ
- メルクストーリア -無気力少年と瓶の中の少女-（ジャントール）
- ジョジョの奇妙な冒険 黄金の風（2018年 - 2019年、プロシュート）

2019年
- なむあみだ仏っ!-蓮台 UTENA-（阿修羅王）
- 消滅都市（スズメバチ）
- 進撃の巨人（2019年 - 2021年、グライス） - 2シリーズ
- MIX（2019年 - 2023年、赤井智仁） - 2シリーズ
- かつて神だった獣たちへ（ロイ / ガルム）
- ナカノヒトゲノム【実況中】（源氏ヒカル）
- 警視庁 特務部 特殊凶悪犯対策室 第七課 -トクナナ-（二条クジャク）
- アサシンズプライド（ウィリアム・ジン）
- アフリカのサラリーマン（ラーテル、ナレーション）
- 歌舞伎町シャーロック（杉本）

2020年
- ソマリと森の神様（ヤバシラ）
- 乙女ゲームの破滅フラグしかない悪役令嬢に転生してしまった…（2020年 - 2021年、アラン・スティアート） - 2シリーズ
- イエスタデイをうたって（木ノ下）
- キングダム（2020年 - 2022年、項翼） - 2シリーズ
- 魔王学院の不適合者〜史上最強の魔王の始祖、転生して子孫たちの学校へ通う〜（アノス・ヴォルディゴード）
- ポケットモンスター（キバナ〈初代〉）
- THE GOD OF HIGH SCHOOL ゴッド・オブ・ハイスクール（エクスリー）
- 恋とプロデューサー〜EVOL×LOVE〜（ケイ）
- 憂国のモリアーティ（ブリッツ・エンダース）

2021年
- ブラッククローバー（ゼノン・ゾグラティス）
- 怪病医ラムネ（空き巣）
- 灼熱カバディ（水澄京平）
- ましろのおと（永森雷）
- 東京リベンジャーズ（龍宮寺堅〈初代〉）
- 魔入りました!入間くん（ロノウェ・ロミエール）
- SHAMAN KING（杉本良）
- テスラノート（クルマ）
- ルパン三世 PART6（明智小五郎）

2022年
- VAZZROCK THE ANIMATION（朏ユズル）

2023年
- NieR:Automata Ver1.1a（2023年 - 2024年、イヴ） - 2シリーズ
- 最強陰陽師の異世界転生記（デニス・リーガン）
- 『ヒプノシスマイク-Division Rap Battle-』Rhyme Anima +（開闢門鬼哭）

2024年
- THE NEW GATE（ウォルフガング・エストレア）
- 青の祓魔師（2024年 - 2025年、サタン、齩郎） - 2シリーズ

時期未定
- 陰陽百鬼物語（源博雅）

### 劇場アニメ
2006年
- まじめにふまじめ かいけつゾロリ なぞのお宝大さくせん（ニャンガ）

2009年
- チョコレート・アンダーグラウンド（ジョン・ブレイズ）

2010年
- 劇場版イナズマイレブン 最強軍団オーガ襲来（エスカ・バメル）

2011年
- そらのおとしもの（2011年 - 2014年、守形英四郎） - 2作品
- トワノクオン（リョウ）

2012年
- 図書館戦争 革命のつばさ（手塚光）
- 劇場版 BLOOD-C The Last Dark（時真慎一郎）

2013年
- どーにゃつ（まっちゃん）
- Kick-Heart（マスクマンM）

2014年
- 攻殻機動隊ARISE -GHOST IN THE SHELL-（干瀬晶）

2015年
- 劇場版 境界の彼方 -I'LL BE HERE-（名瀬博臣）
- Free!シリーズ（2015年 - 2019年、橘真琴） - 5作品

2017年
- 劇場版 黒執事 Book of the Atlantic（ドルイット子爵）
- 劇場版 黒子のバスケ LAST GAME（高尾和成）
- きみの声をとどけたい（川袋将暉）
- Dance with Devils-Fortuna-（ローエン）

2018年
- 劇場版 SERVAMP-サーヴァンプ- -Alice in the Garden-（椿）
- 劇場版 七つの大罪（2018年 - 2021年、バン） - 2作品

2019年
- 劇場版 うたの☆プリンスさまっ♪ マジLOVEキングダム（黒崎蘭丸）
- ぼくらの7日間戦争（緒形壮馬）

2023年
- 劇場版 乙女ゲームの破滅フラグしかない悪役令嬢に転生してしまった…（アラン・スティアート）

2024年
- 範馬刃牙VSケンガンアシュラ（十鬼蛇王馬、柴千春）
- RABBITS KINGDOM THE MOVIE（狼炎）

### OVA
2000年代
- テイルズ オブ ファンタジア THE ANIMATION（2004年、エルフA）
- セイント・ビースト 〜幾千の昼と夜編〜（2005年、肩のものパール）
- CLUSTER EDGE Secret Episode（2006年、クロム団1号）
- sin in the rain（2006年、被疑者）
- 絶対衝激 〜PLATONIC HEART〜（2008年、本間治基）
- 異世界の聖機師物語（2009年、ユライト・メスト）

2010年代
- そらのおとしもの（2010年、守形英四郎）
- 殿といっしょ（2010年、伊達政宗）
- バカとテストと召喚獣 〜祭〜（2011年、坂本雄二）
- VitaminX Addiction（2011年、真壁翼）
- タイトロープ（2012年、大原龍之介）
- 魔法使いなら味噌を喰え!（2012年、八丁屋将太）
- となりの怪物くん（2013年、春之介） - コミックス第12巻DVD付き特装版
- 今際の国のアリス（2014年 - 2015年、苅部大吉） - コミックス第12 - 14巻DVD付き限定版
- 史上最強の弟子ケンイチ（2014年、実況） - 単行本第55巻OVA付き特装版
- 『湯煙推理劇!温泉怪事件ぜよ!』（2014年、高杉晋作） - 幕末Rock 超魂特装版封入
- 十三支演義 〜偃月三国伝〜 外伝 幽州幻夜（2015年、夏侯惇）
- 東京喰種トーキョーグール【JACK】（2015年、リョウ）
- 蒼穹のファフナー THE BEYOND（2019年 - 2020年、陣内貢）
- 銀河英雄伝説 Die Neue These 星乱（2019年、オリビエ・ポプラン）

2020年代
- 忘却バッテリー（2020年、藤堂葵） - ジャンプスペシャルアニメフェスタ2020上映作品
- コードギアス 奪還のロゼ（2024年、オルフェウス・ジヴォン）

### Webアニメ
2010年代
- カッコカワイイ宣言!（2011年、福田、トム、鷹）
- Go!Go!家電男子（2014年、スピーカー兄弟、アイロン先輩 他）
- メガトン級ムサシ パイロットフィルム（2016年、土方龍吾）
- さくらインターネット 新生（2017年、遠野公平）
- 夢王国と眠れる100人の王子様 ショート（2017年、ヴァイリー）
- あるゾンビ少女の災難（2018年、阿部昌弘）
- ケンガンアシュラ（2019年 - 2023年、十鬼蛇王馬） - 2シリーズ
- 無限の住人-IMMORTAL-（2019年 - 2020年、凶戴斗）

2020年代
- オルタード・カーボン:リスリーブド（2020年、ケン〈タケシ・コヴァッチ〉）
- 終末のワルキューレ（2021年 - 2023年、シヴァ） - 2シリーズ
- 七つの大罪 怨嗟のエジンバラ（2022年 - 2023年、バン）
- 範馬刃牙（2023年、柴千春）
- グリム組曲（2024年、ヤコブ）
- Fate/Grand Order 藤丸立香はわからない Season2（2024年、アシュヴァッターマン）

### ゲーム
2003年
- 少女義経伝
- DEAR BOYS Fast Break!（石井努）

2005年
- 少女義経伝・弐 〜刻を超える契り〜（鈴木）
- TOUGH DARK FIGHT（リー・カーリョン）
- リアライズ -Panorama Luminary-（伏見修司）
- Little Aid（内沼葛）

2006年
- Etude prologue 〜揺れ動く心のかたち〜（内沼葛）※PS2・PSP版のみ
- CLUSTER EDGE 〜君を待つ未来への証〜（クロム団1号）
- 灼眼のシャナ（“琉眼”ウィネ）※PS2版
- 転生八犬士封魔録（乾幸城）
- パレドゥレーヌ（ヴィンフリート）

2007年
- エンジェル・プロファイル（トマス）
- 灼眼のシャナ（“琉眼”ウィネ）※NDS版
- ソウルクレイドル 世界を喰らう者（レビン、ラスキュラン）
- テイルズ オブ ファンダム Vol.2（ラリー・ヒューズ）
- Panic Palette（2007年 - 2008年、内沼葛） - 2作品
- パレドゥロワイヤル（ヴィンフリート）
- VitaminX（2007年 - 2014年、真壁翼） - 5作品
- ファイアーエムブレム 暁の女神（ライ、ティバーン）

2008年
- Lの季節2 invisible memories（桐生真）
- 神代學園幻光録 クル・ヌ・ギ・ア（御堂篤）
- クリムゾン・エンパイア〜Circumstance to serve a noble〜（2008年 - 2009年、ブライアン＝カペラ） - 2作品
- D.C. Girl's Symphony 〜ダ・カーポ〜 ガールズシンフォニー（四之宮稜平）
- VitaminY（真壁翼） - 2作品
- プティフール（真田和樹）

2009年
- アンティフォナの聖歌姫 〜天使の楽譜 Op.A〜（イグナーツ）
- L2 Love×Loop（カイン）
- カヌチ（2009年 - 2010年、タカミ・テオ） - 2作品
- デス・コネクション（ヴィシャス）
- パズル -ぼくらの48時間戦争-（飯川龍一）
- VitaminZ（2009年 - 2011年、真壁翼） - 3作品
- Lucian Bee's RESURRECTION SUPERNOVA（ヴァン・カイエン）

2010年
- あすか! 〜僕ら星灯高校野球団〜（風本七生）
- スカーレッドライダーゼクス（駒江・クリストフ・ヨウスケ）
- そらのおとしもの ドキドキサマーバケーション（守形英四郎）
- TAKUYO Mix Box 〜ファーストアニバーサリー〜（内沼葛）
- 堕天使の甘い誘惑×快感フレーズ（大河内咲也）
- 恋愛番長（2010年 - 2012年、ドS番長） - 2作品

2011年
- イナズマイレブン ストライカーズ（2011年 - 2012年、エスカ・バメル） - 3作品
- グローランサーIV オーバーリローデッド（マグナス）
- コール オブ デューティ モダン・ウォーフェア3（サンドマン曹長）
- 最後の約束の物語（ラシュディ・アグリオス）
- 死神と少女（日生光）
- スカーレッドライダーゼクス-STARDUST LOVERS-（駒江・クリストフ・ヨウスケ）
- そらのおとしものf Dreamy Season（守形英四郎）
- 第2次スーパーロボット大戦Z 破界篇/再世篇（2011年 - 2012年、加門朔哉） - 2作品
- デス・コネクション ポータブル（ヴィシャス）
- TOKYOヤマノテBOYS （2011年 - 2012年、桐嶋伊織） - 5作品
- Black Robinia（香津木零）
- 文明開華葵座異聞録（蜂須賀陽太）
- 魔界戦記ディスガイア4（ヴァルバトーゼ） - 2作品
- ましろ色シンフォニー *mutsu-no-hana（椋梨隼太）

2012年
- うたの☆プリンスさまっ♪（2012年 - 2017年、黒崎蘭丸） - 8作品
- 官能昔話 ポータブル（一寸法師）
- Glass Heart Princess（烏丸幸斗）
- 黒子のバスケ（2012年 - 2015年、高尾和成） - 3作品
- クロヒョウ2 龍が如く 阿修羅編（三上優太）
- シノバズセブン（大宅澤）
- 十三支演義 〜偃月三国伝〜（夏侯惇）
- スーパー戦隊バトル ダイスオーDX（ウサダ・レタス）
- スカーレッドライダーゼクスI + FD ポータブル（駒江・クリストフ・ヨウスケ）
- 聖闘士星矢Ω アルティメットコスモ（栄斗）
- 特命戦隊ゴーバスターズ（ウサダ・レタス）
- バカとテストと召喚獣 ポータブル（坂本雄二）
- 文明開華 葵座異聞録 再演（蜂須賀陽太）
- 魔王がこーりんぐ!（魔王）
- ルーンファクトリー4（アーサー）

2013年
- イナズマイレブンGO ギャラクシー ビッグバン/スーパーノヴァ（井吹宗正）
- O*G*A 鬼ごっこロワイアル ハンターは孤島で恋をする（珠舞木房之介）
- Glass Heart Princess:PLATINUM（烏丸幸斗）
- ジョジョの奇妙な冒険 オールスターバトル（ギアッチョ）
- スーパーロボット大戦UX（加門朔哉、キバの輩）
- スロッターマニアV 絶対衝激II（本間治基）
- Tiny×MACHINEGUN（ブレイク）
- ダンボール戦機ウォーズ（井吹ムネマサ）
- DIABOLIK LOVERS MORE,BLOOD（2013年 - 2019年、無神ユーマ） - 7作品
- TOKYOヤマノテBOYS Portable SUPER MINT（桐嶋伊織）
- VitaminR（藤重一真）
- 嫁コレ（吉田春、長谷部豊、高杉晋作、バン）

2014年
- あかやあかしやあやかしの（青年A）
- 俺の屍を越えてゆけ2（黒鉄右京、稲荷ノ狐次郎、火車丸）
- グランブルーファンタジー（2014年 - 2024年、ヘルナル、アグロヴァル、ヴァパス）
- 忍び、恋うつつ（穴山大介）
- 十三支演義 〜偃月三国伝2〜（夏侯惇）
- 神撃のバハムート（イアン、ノルン）
- 進め! 闇魔法結社（ストームナイト / 天月優）
- 零 濡鴉ノ巫女（放生蓮）
- 第3次スーパーロボット大戦Z（2014年 - 2015年、加門朔哉） - 2作品
- 幕末Rock（高杉晋作） - 2作品
- 魔界戦記ディスガイア4 Return（ヴァルバトーゼ）

2015年
- 終わりのセラフ 運命の始まり（柊深夜）
- 神足町人妖譚 〜迷イ子ノ章〜（御幸耀）
- クイズRPG 魔法使いと黒猫のウィズ（ルヴァル・アウルム）
- 小林が可愛すぎてツライっ!! ゲームでもキュン萌えMAXが止まらないっ(*´ェ`*)（エリオ・ファルコーネ）
- 忍び、恋うつつ（2015年 - 2018年、穴山大介） - 3作品
- ジョジョの奇妙な冒険 アイズオブヘブン（ギアッチョ）
- 白猫プロジェクト（バン、ネモ）
- スーパーロボット大戦BX（キバの輩）
- スカーレッドライダーゼクス Rev.（駒江・クリストフ・ヨウスケ）
- 七つの大罪（2015年 - 2018年、バン） - 3作品
- ファイナルファンタジーXIV: 新生エオルゼア（アイメリク）
- プリンス・オブ・ストライド（妹尾匡）
- 夢王国と眠れる100人の王子様（ユリウス、ヴァイリー）

2016年
- オルタンシア・サーガ -蒼の騎士団-（バン）
- ガンスリンガー ストラトス3（アルゴー・オードナー）
- ガンダムブレイカー3（ウィル）
- 源氏物語〜男女逆転恋唄〜（月夜）
- PsychicEmotion6（火ノ宮一輝）
- 数乱digit（肆形有比）
- ZERO ESCAPE 刻のジレンマ（天明寺淳平）
- Dance with Devils（ローエン）
- ファイナルファンタジーXV（ノクティス・ルシス・チェラム）
- ブレス オブ ファイア6 白竜の守護者たち（男性主人公）
- 戦の海賊（バン）

2017年
- ファイアーエムブレム ヒーローズ（2017年 - 2024年、アルフォンス、ベルクト、ティバーン、ライ、ブラミモンド）
- 陰陽師（源博雅）
- ニーア オートマタ（イヴ）
- ZERO ESCAPE 9時間9人9の扉 善人シボウデス ダブルパック（淳平）
- ファイアーエムブレム Echoes もうひとりの英雄王（ベルクト）
- 黒騎士と白の魔王（ヘラクレス、パトロクロス）
- 三国恋戦記 魁（伯符）
- Shadowverse（ロキ、クーフーリン、カストール）
- ひらがな男子 いつらのこゑ（た）
- いただきストリート ドラゴンクエスト&ファイナルファンタジー 30th ANNIVERSARY（ノクティス）
- 嘘月シャングリラ（フェンリル）

2018年
- ディシディア ファイナルファンタジー NT（ノクティス・ルシス・チェラム）
- 逆転オセロニア（バン）
- ソードアート・オンライン フェイタル・バレット（イツキ）
- 鉄拳7（ノクティス・ルシス・チェラム） - DLC追加キャラクター
- Dance with Devils My Carol（ローエン）
- 一血卍傑-ONLINE-（白都樹生）
- 妖怪ウォッチ ぷにぷに（2018年 - 2021年、バン）
- ゲシュタルト・オーディン（氷雨タクト）
- プレカトゥスの天秤（レナート・ラウリ）
- 文豪とアルケミスト（高浜虚子）
- なむあみだ仏っ!-蓮台 UTENA-（阿修羅王）

2019年
- ブラウンダスト（アスモード ）
- 十三機兵防衛圏 プロローグ（網口愁）
- ドラガリアロスト（アルフォンス）
- Fate/Grand Order（2019年 - 2020年、アシュヴァッターマン）
- 妖怪ウォッチ4 ぼくらは同じ空を見上げている（紫炎）
- とある魔術の禁書目録 幻想収束（天井亜雄）
- ポケモンマスターズ（オーバ）
- 魔界戦記ディスガイアRPG（ヴァルバトーゼ）
- 星鳴エコーズ（猿飛夏輝）
- 快感♥フレーズ CLIMAX -NEXT GENERATION-（大河内玲音）

2020年
- アークナイツ（アオスタ）
- ポーカースタジアム（エディ）
- ジョジョのピタパタポップ（プロシュート）
- DAIROKU: AYAKASHIMORI（悪露王）
- テイルズ オブ クレストリア（イージス・アルヴァ）
- KAMEN RIDER memory of heroez（仮面ライダーオーズ）
- 真・女神転生III NOCTURNE HD REMASTER
- デモンズソウル（ボーレタリアのオストラヴァ）
- グリザイア クロノスリベリオン（真崎新）

2021年
- 食物語（太白鴨）
- バーディークラッシュ：ファンタジーゴルフ（クリス・ローウェル）
- LoverPretend（瀬名由稀人）
- THE KING OF FIGHTERS ALLSTAR（バン）
- 白夜極光（禁衛座〈初代〉）
- 共闘ことばRPG コトダマン（龍宮寺堅〈初代〉）
- コードギアス Genesic Re;CODE（オルフェウス・ジヴォン）
- 真・女神転生V（メタトロン）
- D×2 真・女神転生 リベレーション（バン）

2022年
- 乙女ゲームの破滅フラグしかない悪役令嬢に転生してしまった… 〜波乱を呼ぶ海賊〜（アラン・スティアート）
- ジョジョの奇妙な冒険 オールスターバトルR（プロシュート）

2023年
- コードギアス 反逆のルルーシュ ロストストーリーズ（オルフェウス・ジヴォン）
- 英傑大戦（バン）
- 黒子のバスケ Street Rivals（高尾和成）

2024年
- 真・女神転生V Vengeance（メタトロン）

2025年
- モンスターストライク（プロシュート）
- 魔女と亡霊のヴォロンテ（メロディー）

### ドラマCD
- アイドルマスター Neue Green for ディアリースターズ ドラマCD（武田蒼一）
- あかいいと（南條冬哉[290]）※コミックス第8巻ドラマCD付限定版
- アクターズハイ トレーディングドラマCDコレクション ココから始まるAtoZ 第1弾・第2弾（藤晴一[291]）
- アニメ店長VS店長候補生 バージョンB『救え!寿銀座通り店!!編』（客4）※2004年冬のAVまつりにて配布
- アルティマ ブラッド 甘噛みだけじゃ半人前〜成り立てヴァンパイアは戦士志願〜（ダビデ[292]）
- いちご100% LAST TAKE 〜EAST SIDE/WEST SIDE〜（東城正太郎）
- いつか天魔の黒ウサギ2 〜<<月>>が昇る昼休み〜（天使）
- Vie Durant シリーズ（病人）
- 桜蘭高校ホスト部 うきドキCD-PACK（D組生徒）
  - 桜蘭高校ホスト部 わいガヤCD-PACK（男子生徒、医者）
- 桜龍（五十嵐要）
- 拝み屋横丁顛末記 〜横丁華恋宴盤〜（詩人）
- 幼馴染とあなたが恋人を演じる自由研究、最後に恋は芽生えるか?（浦辺司[293]）
- オズと秘密の愛（テンマ[294]）
- 乙女ゲームの破滅フラグしかない悪役令嬢に転生してしまった…X（アラン･スティアート）※Blu-ray第2・3・4巻特典ドラマCD
- お護り男子!神ダーりん 〜いにしえの約束〜（ジン[295]）
- 俺たちのステップ STEP-2 〜俺たち、もう笑うしかないだろう!〜（本郷弘）
- 終わりのセラフ 一瀬グレン、16歳の破滅（柊深夜）※第6巻限定版付属CD
- 影執事マルクの響き（アルバ）
- 陽炎ノスタルジア -新章- 第1巻（竜王国の家民）
- 学園創世 猫天!（神尾伸）
  - 学園創世 猫天!&鉄のラインバレル WドラマCD
- からっと! 第2巻（ターフェ）
- 今日のケルベロス（波柴威虎[296]）
- 銀朱の花 丘の上の城（歩哨）
- Glass Heart Princess:PLATINUM ドラマCD 〜時をかけて来た少女〜（烏丸幸斗[297]）
- 『血液型男子。』キャラクタードラマCD A型、B型、O型、AB型（白河里央（O型））
  - 『血液型男子。』キャラクタードラマCD セカンドシーズン A型、B型、O型、AB型（白河里央（O型））
- 恋人はキャプテン（来栖アキラ）
- 豪放ライラック（佐倉央司、りら兄）
- コードギアス 双貌のオズ SIDE:オルフェウス 第2巻 CDドラマ付き特装版（オルフェウス・ジヴォン）
- 小鳩町から散弾銃（ミシェル）
- SERVAMP-サーヴァンプ-（椿[298]）
- サーバント×サービス（長谷部豊[299]）
- PsychicEmotion6 vol.1 火ノ宮一輝 ★ ロマンチストな火星の獅子 ★（火ノ宮一輝）
- されど罪人は竜と踊る（コウガ）
- 十三支演義 〜偃月三国伝〜 シリーズ（夏侯惇）
  - 十三支演義 〜偃月三国伝〜 ドラマCD 演義余聞
  - 十三支演義 〜偃月三国伝〜 コミックス第1巻ドラマCD付き特装版
  - 十三支演義 〜偃月三国伝〜 ドラマCD The Sweetheart of Three Kingdom 〜深夜城の宴〜
  - 十三支演義 〜偃月三国伝〜 ドラマCD 恋歌繚乱[300]
  - 十三支演義 〜偃月三国伝〜 ドラマCD 洛陽猫攻防戦[301]
- 獣装機攻ダンクーガノヴァ「あの時の月面決戦」（加門朔哉）
  - 獣装機攻ダンクーガノヴァ「雪原に、吠えろ!獣戦機」（加門朔哉）
- 真・女神転生III-NOCTURNE（同級生C）
- Scared Rider Xechs サマー・ヒート4M2S（駒江・クリストフ・ヨウスケ）
  - Scared Rider Xechs サマー・モーション333（駒江・クリストフ・ヨウスケ）
- 戦國ストレイズ（服部小平太）
- ゾンビ屋れい子（福部刑事、ロビン・デーヴィス将軍、餓蛇羅）
- セイント・ビースト シリーズ（肩のものパール）
- SEVENTH HEAVEN vol.5（シオン[302]）
- CELL DIVISION シリーズ（佐伯カズナ）
  - CELL DIVISION “HUG&KICK”
  - CELL DIVISION “HUG&HEAVEN”
- SoltyRei FILE.2 ドラマCD 「アンダーソン・ファミリーの過剰な日常」（アンディ・アンダーソン）
- Tiny×MACHINEGUNシリーズ（ブレイク）
  - Tiny×Machinegun タイニー・マクダニエル捜査ファイル「THE KNOCKDOWN」
  - Tiny×Machinegun タイニー・マクダニエル捜査ファイル FILE No.2「SHADES OF GREY」
  - Tiny×Machinegun タイニー・マクダニエル捜査ファイル FILE No.3「BLOOD AND CIRCUSES」
- 篁破幻草子（禁鬼・清嵐）
- DIABOLIK LOVERS シリーズ（無神ユーマ）
  - DIABOLIK LOVERS ドS吸血CD MORE,BLOOD Vol.5 ユーマ編[303]
  - DIABOLIK LOVERS ドS吸血CD VERSUSII Vol.6 ユーマVSアズサ[304]
  - DIABOLIK LOVERS DARK FATE Vol.3 下弦の章[305]
  - DIABOLIK LOVERS ドS吸血CD BLOODY BOUQUET Vol.8 ユーマ編[306]
  - DIABOLIK LOVERS ドS吸血CD VERSUSIII Vol.5 シュウVSユーマ[307]
  - DIABOLIK LOVERS LOST EDEN Vol.4 無神編[308]
  - DIABOLIK LOVERS CHAOS LINEAGE Vol.1 SCARLET[309]
  - DIABOLIK LOVERS Para-Selene Vol.10 無神ユーマ CV.鈴木達央[310]
  - DIABOLIK LOVERS ドS吸血CD 無神家5th Eternal Blood Vol.2 無神ユーマ CV.鈴木達央[311]
  - DIABOLIK LOVERS ドS吸血CD VERSUSⅣ Vol.6 ライトVSユーマ[312]
  - DIABOLIK LOVERS ZERO Floor.6 無神ユーマ CV.鈴木達央[313]
  - DIABOLIK LOVERS MORE, MORE BLOOD Vol.5 無神ユーマ CV.鈴木達央[314]
  - DIABOLIK LOVERS DAYLIGHT Vol.9 無神ユーマ CV.鈴木達央[315]
- D・N・ANGEL Sweet（関本雅弘）
- 辻堂さんの純愛ロード ドラマCD「辻堂さんのドラマティックロード」（長谷大）
- 天を支える者 古戀唄（アマンシール）
- 天使のいない12月 (木田時紀)
- TOKYOヤマノテBOYS RED HOT ICE CREAM（桐嶋伊織）
- 殿といっしょ（伊達政宗）
- 鳥籠学級（限クヨウ）
- オリジナル戦国ドラマCD NOBU シリーズ（サル）
  - NOBU
  - HIDE
  - YASU
  - NOBU学園
  - NOBU学園〜二限目〜
- 灰と幻想のグリムガル（クザク）
- バカとテストと召喚獣 〜僕と黒子と如月グランドパーク〜（坂本雄二）
- ドラマCD 獏-BAKU- 第三章（サイラス）
- √HAPPY+SUGAR=DARLIN 6th（さとぅ[316]）
- パラ☆ラボ放送局 ドラマ&DJCD 第1巻（櫟虎央）
- 春待つ僕ら（神山亜哉）※コミックス第7巻ドラマCD付特装版、デザート2017年7月号ふろく
- パレドゥレーヌ PLATINUM DISC "Hommage" 〜ドラマ＆イメージソング 前編・後編〜（ヴィンフリート）
- BL探偵 シリーズ（木村竜哉）
- VitaminX シリーズ（真壁翼）
- 白虎隊 志士異聞記 音盤 其の壱、其の弐（篠田儀三郎）
- humANdroid〜マイカノセンゲン〜 Vol.1 Type S （Type S）
- ファイブ（卓球部部長）
- 腐女子彼女。 ドラマCD Vol.1（堀田）
- 腐女子執事×乙女執事1 トキメキクリスマス（金条煌）
- 双子の幼なじみに告白されました（ニコ（中谷皇）、キョウ（中谷匡））
- プティフール シリーズ（真田和樹）
  - プティフール ドラマCD 〜黄金のクロケット〜
  - プティフール ドラマCD 〜湯煙旅情に咲く火花〜
- Black Robinia シリーズ（香津木零）
  - Black Robinia ドラマCD1 Boys, boys come out play
  - Black Robinia ドラマCD2 London Stage
  - Black Robinia ドラマCD3 Red sky at night
  - Black Robinia プレリュードドラマCD Ding, Dong, Bell
- Free!シリーズ（橘真琴）
  - ドラマCD 岩鳶高校水泳部 活動日誌1・2
  - ドラマCD 岩鳶・鮫柄水泳部 合同活動日誌1・2
  - Free! Illustration WORKS
  - Free!-Eternal Summer- あの夏のロングスローディスタンス vol,1-7
  - Free!-Eternal Summer- Special Event Premium CD
  - 映画 ハイ☆スピード!－Free! Starting Days－ ドラマCD 岩鳶中学水泳部 活動日誌
- ベルサイユのばら（マリー・アントワネット）
  - ベルサイユのばらFIN（マリー・アントワネット）
- 方言恋愛 第1巻（水野）
- 星は歌う（沙己）
- B.O.D.Y.（しのぶ）
- まおゆう魔王勇者（軍人子弟）
- ましろ色シンフォニー オリジナルドラマシリーズ（椋梨隼太）
- まろまゆ（外国人）
- ラブプレゼンター（鈴之宮上総）
- LOVELESS シリーズ（教師）
  - LOVELESS 〜BRAINLESS〜（UFO研究家）
  - LOVELESS 〜FACELESS〜（男子生徒A）
- リーマン戦隊タカナシレンジャー（遊井名田章宏/レッド）
- Lucian Bee's キャラクターソングvol.6 REMMY（ヴァン・カイエン）※ミニドラマ
  - Lucian Bee's ドラマCD 超新星☆大爆走CRAZYSUPERNOVA-銀河系アイドルROMANXIA No.1決定戦!?-（ヴァン・カイエン）
- 幕末Rock シリーズ（高杉晋作）
  - 「オレ様クッキング」※PSPゲーム幕末Rockアニメイト予約購入特典
  - 『学園Rock 絶叫！熱狂！選挙バトル』※PSP/PS Vitaゲーム幕末Rock 超魂先着購入特典
  - 「オレ様ソーイング」※PSP/PS Vitaゲーム幕末Rock 超魂アニメイト予約購入特典
- 私がモテてどうすんだ（七島希）
- 警視庁 特務部 特殊凶悪犯対策室 第七課 -トクナナ-「ドラマCD七課イン・ザ・パーティvol.1」[317]（二条クジャク）

### BLCD
- 愛かもしれない ―山田ユギバンブーセレクションCD2―（江藤）
- あばずれ（惣流陸）
- 雨雪シリーズ（和倉佑真）
  - 白雨
  - 淡雪（和倉佑真）
  - 慈雨 白雨2
  - 夏雪 淡雪2（和倉佑真）
- アンバランスな熱（鳴瀬真也）
- 偽りのアルカネット ボイスドラマ（高鳥敬）
- いとしの猫っ毛（恵ちゃん（沢田恵一））
  - いとしの猫っ毛2（恵ちゃん（沢田恵一））
- 犬とおまわりさん。（柳田衛）
- イロメ（桃山）
- 嘘と誤解は恋のせい（六車騎一）
  - 嘘と誤解は恋のせい ラヴァーズ・ブートキャンプ（六車騎一）
  - 本音と妄想は恋のせい（六車騎一）※2010小説花丸初夏の号付録
- 美しいこと（松岡洋介）
  - 愛しいこと（松岡洋介）
- 奪われることまるごと全部（鷹緒）
  - 奪われることまるごと全部〜いついつまでも。&好きなんだもの。〜（鷹緒）※月刊ディアプラス2010年10月号付録
- 裏刀神記（三島）
- 永遠の七月（浅見）
- おい!田中くん十番勝負 〜みんなケダモノ☆今宵私を狂わせて〜（水野悟、同級生、同僚）
  - バスルームより愛を込めて〜目眩く受難は蜜の味〜（水野悟）
  - バスルームより愛を込めて2〜降りかかる受難は蜜のしずく〜ありえない連鎖∞これってマジ現実（水野悟）
- おきざりの天使（日高徹平）
- 男・色茶屋（狭山）
- 男の子だもの!（テオ）
- 俺の兄貴に手をだすな（西宮葵）
- 海成学院寮 清風館 番外編 〜医務室〜（長瀬紘一郎）
- 仮面侯爵に囚われて（早坂圭輔）
- 勘弁してくれ（高橋義崇）
- きみがいなけりゃ息もできない（飛田）
- 草の冠 星の冠（さくら）
- グッドモーニング 「メロンパン戦争」（倉木）
- 黒の騎士（リーヴ）
- 恋の心に黒い羽（鹿目）
- 恋の呪文（望田）
- 恋は思案のほか（持田）
- 公僕の恋（黒部雅也）
- 個人教授（葛原育美）
- この愛を喰らえ（鈴原亮）
- 500年の営み（山田寅雄）
- こんな男は愛される（倉田聡）
  - 愛の言葉も知らないで（倉田聡）
- 3軒隣の遠い人（柳瀬）
- 地獄めぐり（上）（阿傍）
- 静かにことばは揺れている（白瀬乙耶）
- 雫 花びら 林檎の香り（榛名睦樹）
- 信号機 シリーズ
  - アオゾラのキモチ -ススメ-（冲村功）
  - オレンジのココロ -トマレ-（冲村功）
- 新宿ラッキーホール（竜）
- STEAL YOUR LOVE（AD、俳優1、同級生2）
- 3シェイク（幸村京）
- 是 -ZE- 4（三刀星司）
  - 是 -ZE- 双子と台本読み篇（三刀星司）※月刊ディアプラス2009年9月号付録
- 聖衣は獣に攫われる（楊叔眉（ハリー））
- 世紀末探偵倶楽部（シャーロック・ホームズ）
- 背中合わせの恋 Vol.1・2（池田五朗）
- センチメンタル・セクスアリス（相原春巳）
- 全寮制櫻林館学院〜ロマネスク〜（成宮星斗）
- タイトロープ（大原龍之介）
  - タイトロープ ミニドラマCD（大原龍之介）※月刊ディアプラス2010年4月号付録
- ダッシュ!（斉藤）※コミックDVD
- ダブル・バインド シリーズ（葉鳥忍）
  - ダブル・バインド1・2
  - ダブル・バインド 番外編 存在理由 ※小説Chara vol.26付録
  - ダブル・バインド 外伝 アウトフェイス
  - ダブル・バインド 外伝 アウトフェイス 番外編 名もなき花は
- 男子迷路（伴内肯一）
- CHERRY チェリー（岩佐直希）
- チョコレートのように（永瀬浩二）
- 爪先にキス（倉元恭也）
- 手を伸ばして目を閉じないで（樋崎直嗣）
  - 手を伸ばして目を閉じないで 番外編 アクティブレスト（樋崎直嗣）
- 透過性恋愛装置（北嶋秀司）
- 東京・心中（安那恭平）
- STAR☆Right スタア☆ライト（安那恭平）
  - 月刊ディアプラス15年07月号付録 STAR☆Right（安那恭平）
- 同人シリーズ（有馬芳史）
  - 同人に恋して
  - 同人に夢みて
  - 同人で感じて
- ドロップアウト 甘い爪痕（クロ）
- 嘆きのヴァンパイア 〜愛しき夜の唇〜（水上亮治）
- なんか、淫魔に憑かれちゃったんですけど（変身後の妖精）
- ネーム・オブ・ラブ（篠原哲）
- ≠（ノットイコール）（芦塚凉）
  - ≠（ノットイコール）2（芦塚凉）
- しなやかな熱情 シリーズ
  - しなやかな熱情 4 やすらかな夜のための寓話（弓削碧）
  - しなやかな熱情 5 はなやかな哀情（弓削碧）
  - あなたは怠惰で優雅（弓削碧）
- 花は咲くか（藤本）
  - 花は咲くか2（藤本）
- 薔薇の瞳は爆弾（ユキオ、伊砂、ユウジ（見津田の恋人））
- 秘密のゴミ箱で恋をして（佐藤悠人）
  - 秘密のゴミ箱でキスをして（佐藤悠人）
- ひみつのセフレちゃん（上村智樹）
- 媚薬な教師に愛の手を（春川玲次）
- 部活の後輩に迫られています（守谷）
- 不機嫌 シリーズ（三橋颯生）
  - 不機嫌で甘い爪痕
  - 不条理で甘い囁き
  - 不謹慎で甘い残像
- 不夜城のダンディズム（高橋）
- 不埒なモンタージュ（新生）
- 僕の知るあなたの話 「冷たいさびしがり」（村岡武生）
- ほしがりません!勝つまでは（審判、生徒）
- マッチ売り（有原岑生）
- 魅惑ノリンゴ（二ノ宮一）
- 召し上がれ愛を（笹川博）
  - 召し上がれ愛を 「苺とチョコレイト」「美味しい貴方」（笹川博）※月刊ディアプラス2012年4月号付録
- メランコリック・メローメロー（マドカ）
- 妄想♥カタログ（忍）
- 野蛮なロマンチシスト（芦屋朋春）
- 欲望という名の愛（柴田）
- Rush!（東雲）
- ラバーズ♥ドール（ミドリ）
- レオパード白書シリーズ（周防燐花）
  - レオパード白書 1
  - レオパード白書〜拘束クルージング〜※月刊ディアプラス2010年11月号付録
  - レオパード白書 2（周防燐花）
  - レオパード白書〜渇愛クルージング〜（周防燐花） ※月刊ディアプラス2012年5月号付録
  - レオパード白書 3〜滴る牡丹に愛〜
  - レオパード白書〜dangerous Leopard〜 ※月刊ディアプラス2012年12月号付録
- 別れる2人の愛の劇場。（梅田穂澄）
- ワンウェイの鍵 「インディゴを越えろ」（真也）

### ラジオドラマ
- DEAR BOYS（石井努）
- 悪魔城ドラキュラX 追憶の夜想曲（シリル）
- O*G*A 鬼ごっこロワイアル（珠舞木房之介）
- SHI-NO -シノ- 「楽園」（北村舞子の兄）
- 満月街 FULLMOON CITY 〜月夜の街に雨が降る〜（沢渡香耶）
- 青春アドベンチャー（NHK-FM）
  - 『謙信サマは今日も気まぐれ』（2025年5月12日 - 23日）[318] - 長尾景虎 役

### 吹き替え

#### 担当俳優
ワイアット・ラッセル
- マーベル・シネマティック・ユニバース（2021年 - 2025年、ジョン・ウォーカー / U.S.エージェント）
  - ファルコン&ウィンター・ソルジャー
  - サンダーボルツ*

- ナイトスイム（2024年、レイ・ウォラー）

#### 映画
2000年代
- ナルニア国物語/第1章: ライオンと魔女（2006年、成長後のエドマンド・ペベンシー〈マーク・ウェルス〉）

2010年代
- スピーク（2012年、シェリー〈スティーヴン・ネルソン〉）
- コッホ先生と僕らの革命（2013年、コンラート・コッホ〈ダニエル・ブリュール〉）
- ダイバージェント（2014年 - 2017年、トビアス・“フォー”・イートン〈テオ・ジェームズ〉） - 3作品
- ザ・マミー/呪われた砂漠の王女（2017年、マリク〈マーワン・ケンザリ〉）
- パワーレンジャー（2017年、ザック / ブラックレンジャー〈ルディ・リン〉）
- ゾンビーズ（2018年、バッキー〈トレヴァー・トージマン〉）
- ピーターラビット（2018年、まちねずみジョニー）※劇場公開版
- フラットライナーズ（2018年、ジェイミー〈ジェームズ・ノートン〉）
- MASTER/マスター（2018年、パク・ジャングン〈キム・ウビン〉）
- マガディーラ 勇者転生（2018年、バイラヴァ / ハルシャ〈ラーム・チャラン〉）
- トゥルース・オア・デア 〜殺人ゲーム〜（2018年、ルーカス〈タイラー・ポージー〉）
- ミス・リベンジ（2019年、リノ〈イスマエル・クルス・コルドバ〉）
- 僕のワンダフル・ジャーニー（2019年、シェーン〈ジェイク・マンリー〉）
- フリーソロ（2019年、アレックス・オノルド〈本人〉）

2020年代
- エスケープ・ルーム（2020年、ジェイソン・ウォーカー〈ジェイ・エリス〉）
- スケアリーストーリーズ 怖い本（2020年、ラモン〈マイケル・ガーザ〉）
- アンチ・ライフ（2021年、ノア〈コディ・カースリー〉）
- ピーターラビット2/バーナバスの誘惑（2021年、まちねずみジョニー）
- モータルコンバット（2021年、コール〈ルイス・タン〉）
- ウンチク/うんこが地球を救う（2022年、ナレーション）
- グランツーリスモ（2023年、コビー・マーデンボロー〈ダニエル・プイグ〉）

#### ドラマ
2000年代
- コールドケース3 #12（2007年、ボリス・リトヴァク）
- KAMEN RIDER DRAGON KNIGHT（2009年、キット・テイラー / 仮面ライダードラゴンナイト〈ステファン・ランスフォード〉）
- コールドケース5 #4（2009年、ビンゴ・ゾーハ）

2010年代
- 華麗なるペテン師たち3 #1（2010年、ジョーイ）
- CSI:9 科学捜査班 #8（2010年、キップ・ウエスタマン〈ベン・ブレッドソー〉）
- クリミナル・マインド6 FBI行動分析課 #13（2012年、レイ・ドノヴァン〈ジョナサン・タッカー〉）
- glee/グリー（2014年、アンドリュー・コスグローヴ）
- キャンプ・キキワカ（2017年、パーカー）
- 24:レガシー（2017年、エリック・カーター〈コーリー・ホーキンズ〉）
- ジーニアス:世紀の天才 アインシュタイン（2017年、エドゥアルト・アインシュタイン）
- ノーベル〜戦火の陰謀〜（2017年、ヨン・ペッテル〈アンデルシュ・ダニエルセン・リー〉）
- NCIS: ニューオーリンズ シーズン3 #22（2018年、ジョナサン・ラッド兵曹）

2020年代
- スタートレック:ピカード（2020年、ナレク）
- 弱いヒーロー（2025年、ソクテ）

#### アニメ
- スーパーヒーロー・パンツマン（2018年、ジョージ）
- ダーククリスタル: エイジ・オブ・レジスタンス（2019年、リアン[337]）
- マオマオ ピュアハートのヒーロー（2020年、マオマオ[338]）
- 弱虫スクービーの大冒険（2020年、シャギー[339]）
- ラウド・ハウス（2021年、ミック・スワガー）
- DOTA: ドラゴンの血（2021年、ダヴィオン）
- ナタ転生（2021年、敖丙）
- ホワット・イフ...?（2024年、ジョン・ウォーカー）

#### テレビ番組
- ランニング・ワイルド WITH ベア・グリルス #10（2020年、アレックス・オノルド〈本人〉[340]）
- ランニング・ワイルド:過酷なミッション #3（2023年、アシュトン・カッチャー〈本人〉[341]）

### デジタルコミック
- 悪魔で候（2008年、江戸川猛）
- 悪魔とラブソング（2008年、神田優介）
- バドガール（2008年、堀口星斗）
- デジコミ special DVD 「今日、恋をはじめます」（2008年、椿京汰） - 『少女コミック』2008年12号 - 14号応募者全員サービス
- フライハイ!（2009年、鮎沢一哉）
- SOUL CATCHER(S)（2014年、神峰翔太[342]）
- となりの怪物くん（2018年、吉田春[343]）
- Bite Maker 〜王様のΩ〜（2021年、信長[344]）

### オーディオドラマ
- ぴんとこな（2012年、恭之助） - Cheese!2013年2月号とコミックス第8巻特典パスワード[345]
- 茉莉花官吏伝（2020年、暁月） - 小説第9巻、コミックス第3巻特典オーディオドラマQRコード[346]
- 十三歳の誕生日、皇后になりました。（2020年、暁月） - 小説第4巻、コミックス第1巻特典オーディオドラマQRコード[346]
- 悪役令嬢、ブラコンにジョブチェンジします（2021年、アレクセイ・ユールノヴァ） - 無料版オーディオドラマ、小説第4巻特典オーディオドラマQRコード[347][348]

### 特撮
2012年
- 特命戦隊ゴーバスターズ（2012年 - 2013年、ウサダ・レタスの声、道明寺アツシ〈顔出し〉 / グリーンヒポポタマスの声） - 4作品
- 仮面ライダー×スーパー戦隊 スーパーヒーロー大戦（ウサダ・レタスの声 他） - 映画 + ネットムービー

2013年
- 仮面ライダー×スーパー戦隊×宇宙刑事 スーパーヒーロー大戦Z（ウサダ・レタスの声 他）

2015年
- 劇場版 ウルトラマンギンガS 決戦!ウルトラ10勇士!!（エタルガーの声）

2019年
- ウルトラギャラクシーファイト ニュージェネレーションヒーローズ（エタルガーの声）

2021年
- 機界戦隊ゼンカイジャー（ゲゲの声〈初代〉） - 劇場版 + テレビシリーズ（第22話まで） + スピンオフドラマ

### ラジオ
※はインターネット配信。
- VOICE CREW（2004年、NACK5）
- 集英学園乙女研究部（2005年 - 2008年、文化放送）
- 高橋直純Trouble Maker（2005年 - 2007年、NACK5、ラジオ大阪）
- 倉橋トキヤ×佐伯カズナ CELL DIVISIONの男話室13（2006年、ES ENTERTAINMENT※）
- セイント・ビースト ケダモノたちのHEAVEN'S PARTY（2006年 - 2010年、アニメイトTV※）
- CELL DIVISION Keep on doing（2006年 - 2007年、ラジオ大阪）
- 図書館戦争 関東図書基地 広報課 男子寮パート（2008年、アニメイトTV※・音泉※）
- 鈴木達央ラジオTIME.（2008年 - 2013年、モバイル文化放送A&G※）
- ダ・カーポ 〜 GS RADIO 〜（2008年 - 2009年、ニコニコアニメチャンネル※・ランティスウェブラジオ※）
- QuinRose MIX. Radio!（2008年 - 2009年、アニメイトTV※）
- 電撃大賞（2009年 - 2011年、文化放送）
- Radio Girl's Symphony（2009年 - 2010年、HiBiKi Radio Station※）
- BLOOD-R（2011年 - 2012年、BLOOD-C公式サイト※）
- 劇場版「図書館戦争 革命のつばさ」Web Radio 帰ってきた!関東図書基地広報課 図書特殊広報隊（2012年、アニメイトTV※）
- 裏電撃大賞（2012年、AG-ON※）
- ラジオ となりの怪物くん（2012年、音泉※）
- イワトビちゃんねる（2013年、ランティスウェブラジオ※・音泉※）
- アポロン★→高橋みなみの これから、何する?（2015年 - 番組終了、「よ・み・き・か・せ」 ナレーター、TOKYO FM）
- 迷家‐マヨイガ‐「納鳴村 村役場広報課」（2016年、音泉※、回替わりパーソナリティ）
- 鈴木達央・下野紘のスカーレッドライダーゼクス LAG放送局（2016年、dアニメストア※・アニメイトタイムズ※）
- ブレンドS・ラジオ「スティーレ閉店中!!」（2017年 - 2018年、音泉※）[350]
- 図書館戦争関東図書基地広報課　〜TVアニメ放送10周年記念特番〜（2018年、音泉※）[351]
- イワトビちゃんねるDF（2018年、音泉※）[352]

### ラジオCD・朗読CD
- 嗚呼、クラスター学園! いきなり授業参観
- 悪魔城ドラキュラ ラジオクロニクル
- うたの☆プリンスさまっ♪ アニ店特急スペシャル2012夏
- 官能昔話 シリーズ
  - 官能昔話
  - 官能昔話番外編「幸福の王子+α」（アルフレッド・セダンツァ）
  - 官能昔話「宴の後」
- 黒子のバスケ 放送委員会 Vol.2
- DJCD『血液型男子。』BQラジオ 第1巻
- 月刊男前図鑑 芸能編 白盤（歌手）
- PCゲーム&シチュエーションCD シノバズセブン 06.澤（大宅澤）
- 忍び、恋うつつ シチュエーションCD 巻の弐 〜由利鎌清&穴山大介〜（穴山大介[353]）
- 勿忘草シリーズ（沖田総司）
  - 新撰組黙秘録 勿忘草 第弐巻
  - 新撰組血魂録 勿忘草 第壱巻
  - 新撰組比翼録 勿忘草 第伍巻[354]
- セイント・ビースト シリーズ
  - セイント・ビースト DJCD Chat.3 〜ケダモノたちの井戸端会議〜
  - セイント・ビースト DJCD Chat.4 〜ケダモノたちの臨時集会〜
  - セイント・ビースト DJCD Chat.5 〜ケダモノたちの秘密の宴〜 Vol.2
- CELL DIVISION シリーズ（佐伯カズナ）
  - CELL DIVISION“KEEP ON MOVING”vol.1
  - CELL DIVISION“はじめのいーっぽ”STAGE ONE!『僕等の日常』
  - CELL DIVISION“はじめのいーっぽ”STAGE TWO!『僕らの主張』
  - CELL DIVISION“はじめのいーっぽ”STAGE THREE!『僕らの挑戦』
- 戦国武将物語〜知将編 その弐〜（第一話「片倉小十郎物語」）
- TOKYOヤマノテBOYS DJCD「ヤマノテステーション」 Record.III
- 図書館戦争シリーズ
  - DJCD 図書館戦争 関東図書基地広報課 実態調査報告 第壱・弐巻
  - DJCD 帰ってきた!関東図書基地広報課 図書特殊広報隊 実態調査報告
- 日本一RADIO vol.4「ディスガイア4×日本一RADIO」
- バカとテストと召喚獣シリーズ
  - バカとテストと召喚獣文月学園放送部 Vol.1、2、5、7、10、12
- 幕末志士物語〜薩摩・長州編〜（「中村半次郎物語」）
- 幕末志士物語外伝〜14の新選組&薩摩・長州編〜（「中村半次郎物語外伝」）
- 「Honeymoon」vol.8（相沢怜央）
- VitaminX × 羊でおやすみシリーズ Vol.4 「翼を休めておやすみ」（真壁翼）
- VitaminZ × 羊でおやすみシリーズ Vol.1 「島でおやすみ」（真壁翼）
- VitaminX-Z・キャンディビタミン1（真壁翼）
- VitaminX RadioFiction Vol.1
- Free! ラジオCD 「イワトビちゃんねる」 Vol.1・2
- 「VELVET UNDERWORLD」DJCD「VELVET-NETWORK RECORDS」α
- Voice Colors Series 10.〜希望〜
- もう一つの日本史 知られざる武将たちの宴 その弐「武田信玄 対 上杉謙信」
- 桃通&桃のきもち・ダイジェストCD 桃ダイ6・桃色吐息
- 桃通2&桃のきもち 桃ダイ3・桃も桃も桃のうち
- モモっとトーク
  - モモっとトーク・ダイジェストCD9 モモっとトーク・ガクガクCD
  - モモっとトーク・スペシャルCD 3
  - モモっとトーク・パーフェクトCD 7 MOMOTTO TALK CD 鈴木達央盤
  - 高橋広樹のモモっとトーークCD 鈴木達央盤
- ハービー・山口 エッセイ集 LOVE&VOICE 5
- Radio Girl's Symphony 〜君へ贈るラブレター〜
- デザート・2016年4月号付録CD「まいにち、胸キュン❤デザート名台詞が楽しめる朗読CD by鈴木達央」[355]
  - 「春待つ僕ら」（浅倉永久）
  - 「私たちには壁がある。」（菊池怜太）
  - 「ライアー×ライアー」（高槻透）

### ナレーション
- 乃木坂46のガクたび!（2017年6月18日・10月8日・2018年1月21日・3月4日・7月28日、NHK BSプレミアム）

### テレビ番組
※はインターネット配信。
- 元気と達央のMYSTIC OPERATION COMPANY（2004年11月23日 - 2006年6月30日、声優Wave※）
- ファミ通TV 3rd SEASON （2010年10月1日 - 2011年12月23日、Fan+※）
- 鈴木達央のI.G来ちゃいました。（2012年5月23日 ‐ 6月25日、Production I.G※）
- モテ福（2014年5月 - 2018年3月、テレビ埼玉）モテ福ダビデの声 ※不定期

### 映像商品
- うたの☆プリンスさまっ♪
  - マジLOVE LIVE 3rd - 6th STAGE
  - QUARTET NIGHT LIVEエボリューション2017
- キュートランスフォーマー アニメ放送1周年記念スペシャルイベント@舞浜アンフィシアター
- 黒子のバスケ KUROBAS CUP 2013・2015
- SERVAMP-サーヴァンプ- 劇場公開記念イベントDVD
- Web セカイ系バラエティ 僕声
- 七つの大罪
  - FES 輝ける太陽/甦る邪星
  - FES マイハマ喧嘩祭り/大☆団☆円-グランドフィナーレ-
  - FES メリオダス聖誕祭/聖騎士の夜-ホーリー☆ナイト-
- 幕末Rock
  - 超超絶頂★雷舞
  - BREAKOUT Presents 幕末Rock 超絶頂★雷舞
- 花の声優界! スター☆ボウリング新春から吠えて笑って大暴投SPか
- Free!
  - Free!-Eternal Summer-スペシャルイベント 岩鳶・鮫柄 合同文化祭
- WORKING!! サーバント×サービス 夏祭りだよ!!全員集合

### 舞台
- クロジ第11回公演「かみさまのおかお」（2012年12月19日 - 24日）
- READPIA朗読劇『風の聲 〜妖怪大戦争 外伝〜』（2021年7月3日 - 4日） - 松浦英志 役
- 朗読劇『ROOM』（2024年5月17日）[356]
- 音楽朗読劇『陰陽師』（2024年10月9日） - 源博雅 役[357]
- 音楽朗読劇『陰陽師』2025公演（2025年2月21日） - 源博雅 役[358]
- 30-DELUX Special Theater 2025『デスティニー -アドラメレクの鏡-』（2025年4月18日 - 5月28日）[359]
- 朗読劇「ネコたん！弐 ぷらす 〜猫町怪異奇譚〜」仮面遊戯殺猫事件（2025年6月22日〈予定〉） - 雨宮将太 役[360][361]
- 朗読劇「ROOM」2025（2025年6月26日・28日・7月6日）[362]

### 実写映画
- 図書館戦争-THE LAST MISSION-（図書隊隊員[363]）

### パチンコ・パチスロ
- パチスロ緑ドン VIVA!情熱南米編（2010年、ファビオ）
- パチスロデビルマンⅢ-悪魔ノ黙示録-（2015年、不動明 / デビルマン）
- パチスロSLOTデビルマンX（2017年、不動明 / デビルマン）

### その他コンテンツ
- ZEPHYR（2014年、ネッド）※Rejet Fes.2014 限定アニメーション
- ゆりかもめ東京臨海新交通臨海線・駅構内音声案内アナウンス - 市場前駅
- 『魔法使いなら味噌を喰え!』プロモーションアニメ（八丁屋将太）
- インタラクティブ・ビジュアルノベル 閃讐のダインスレイヴ (エドガー)
- ユニキャラプロジェクト『たまこちゃんとコックボー』（謎のイケメン）
- おねだりわんこ 玩具・世界観アニメ（しば[364]）
- 孔雀王〜戦国転生〜プロモーション用アニメ（孔雀）
- 劇団飛行船マスクプレイファンタジー「まじめにふまじめかいけつゾロリ まほう大さくせん」（町の人2）
- 『リビングの松永さん』ボイス特典（松永純）
- オーディオドラマ『グランブルーファンタジー OTOCA「氷炎牆に鬩ぐ」』（2017年、アグロヴァル）
- Acid Black Cherry 映画「L－エル－」DVD&Blu-ray 特典映像2:【読み語り版】4th Album「L－エル－」Story Book 全13話
- アリス九號. 14TH ANNIVERSARY LIVE「ALICE IN CASTLE -星の王子と月の城-」（2018年、オープニングアナウンス・魔王)
- アリス九號. 16th Anniversary Live「君ノ瞳ニ映ルハ絶景色」（2020年、影アナ・有栖川九太）

携帯コンテンツ
- あやかし秘密の生徒会（駿河光輝）
- 家政婦さんっ! 〜トキメク☆イケメン男子寮〜（新山太一[365]）
- 恋人はキャプテン（来栖アキラ）

## ディスコグラフィ

### シングル
|     | 発売日        | タイトル             | 規格品番  | オリコン最高位 |
| --- | ------------- | -------------------- | --------- | -------------- |
| 1st | 2005年1月26日 | Just a Survivor      | LACM-4173 |                |
| 2nd | 2005年7月21日 | VOICE                | LACM-4208 |                |
| 3rd | 2006年4月5日  | Heated Heart         | LACM-4253 | 81位           |
| 4th | 2007年6月6日  | Break a cage/message | LACM-4380 | 69位           |

### アルバム
|     | 発売日        | タイトル        | 規格品番  | オリコン最高位 |
| --- | ------------- | --------------- | --------- | -------------- |
| 1st | 2006年9月21日 | Turn of my life | LACM-5555 | 122位          |

### タイアップ曲
| 楽曲            | タイアップ                                                             | 時期   |
| --------------- | ---------------------------------------------------------------------- | ------ |
| Just a Survivor | テレビアニメ『好きなものは好きだからしょうがない!!』オープニングテーマ | 2005年 |
| VOICE           | テレビアニメ『タイドライン・ブルー』エンディングテーマ                 | 2005年 |
| Heated Heart    | PS2ゲーム『きみスタ〜きみとスタディ〜』オープニングテーマ              | 2006年 |
| キャラバン      | PS2ゲーム『きみスタ〜きみとスタディ〜』エンディングテーマ              | 2006年 |

### キャラクターソング
| 発売日   | 商品名                                                                                       | 歌 | 楽曲 | 備考 |
| 2003年   | 2003年                                                                                       | 2003年 | 2003年 | 2003年 |
| -------- | -------------------------------------------------------------------------------------------- | --- | --- | --- |
| 8月6日   | LOVE&CHASING                                                                                 | DEAR BOYS | 「SHAKE IT UP」 「Go Go Goal!」 「PROMISE」 「青春 in the starlight」 「LOVE&CHASING」 | テレビアニメ『DEAR BOYS』関連曲                                                                            |
| 2004年   |                                                                                              | | | |
| 4月7日   | Saint Beast Coupling CD series #3                                                            | 肩のものパール（鈴木達央） | 「Black or White?」 | テレビアニメ『セイント・ビースト〜聖獣降臨編〜』関連曲                                                     |
| 2006年   |                                                                                              | | | |
| 8月11日  | SONG ON MORNING                                                                              | CELL DIVISION | 「Song on morning」 「Nothing without you」 | ラジオ『倉橋トキヤ×佐伯カズナ CELL DIVISIONの男話室13』                                                    |
| 12月22日 | パレドゥレーヌ PLATINUM DISC“Blu”後編「剣へのオマージュ」                                    | 黒騎士（諏訪部順一）、ヴィンフリート（鈴木達央）、ヴァルター（羽多野渉） | 「Un valzer di amore〜愛のワルツ〜 」 | ゲーム『パレドゥレーヌ』関連曲                                                                             |
| 2007年   |                                                                                              | | | |
| 4月18日  | VitaminX オリジナルサウンドトラック                                                          | 真壁翼（鈴木達央）、草薙一（小野大輔） | 「放課後エデン」 「Shooting Star」 | ゲーム『VitaminX』主題歌                                                                                   |
| 5月23日  | 光陰叙事詩天使譚〜エンジェル・クロニクルズ〜                                                 | 肩のものパール（鈴木達央）、上位天使サキ（寺島拓篤）、天使ユリ（羽多野渉） | 「光陰叙事詩天使譚〜エンジェル・クロニクルズ〜」 | テレビアニメ『セイント・ビースト〜光陰叙事詩天使譚〜』エンディングテーマ                                   |
| 5月25日  | 未来戦線異常アリ                                                                             | 加門朔哉（鈴木達央）・ジョニー・バーネット（泰勇気） | 「未来戦線異常アリ」 | テレビアニメ『獣装機攻ダンクーガノヴァ』関連曲                                                             |
| 5月25日  | PUZZLE                                                                                       | 加門朔哉（鈴木達央） | 「Rock Yo Mind」 | テレビアニメ『獣装機攻ダンクーガノヴァ』関連曲                                                             |
| 6月29日  | One Night Stand -愛体-                                                                       | CELL DIVISION | 「One Night Stand -愛体-」 「SWEET DEPRESSION」 | ラジオ『CELL DIVISION Keep on doing』                                                                      |
| 8月22日  | かみちゃまかりん キャラクターソングCD                                                        | 久我神（鈴木達央） | 「DESIRE SHOW」 | テレビアニメ『かみちゃまかりん』関連曲                                                                     |
| 12月5日  | VitaminX キャラクターCD DIAMOND DISC                                                         | 真壁翼（鈴木達央）、草薙一（小野大輔） | 「禁断ロマンス」 | ゲーム『VitaminX』関連曲                                                                                   |
| 12月5日  | VitaminX キャラクターCD DIAMOND DISC                                                         | 真壁翼（鈴木達央） | 「愛のWonderer」 | ゲーム『VitaminX』関連曲                                                                                   |
| 2008年   |                                                                                              | | | |
| 2月28日  | プティフール オリジナルサウンドトラック                                                      | 真田和樹（鈴木達央） | 「ときめきの予感」 「Waiting for the smile」 | ゲーム『プティフール』主題歌                                                                               |
| 3月12日  | VitaminX キャラクターCD「真夜中救世主〜ミッドナイトサルヴァトーレ〜」                        | 真壁翼（鈴木達央）、草薙一（小野大輔） | 「真夜中救世主〜ミッドナイトサルヴァトーレ〜」 | ニンテンドーDSゲーム『VitaminX Evolution』主題歌                                                           |
| 4月16日  | プティフール キャラクターソングシリーズ Vol.1                                                | 真田和樹（鈴木達央）、シャルル・栗林（千葉進歩） | 「熱血癒し系」 | ゲーム『プティフール』関連曲                                                                               |
| 4月16日  | プティフール キャラクターソングシリーズ Vol.1                                                | 真田和樹（鈴木達央） | 「Twinkling Star」 | ゲーム『プティフール』関連曲                                                                               |
| 10月8日  | D.C. Girl's Symphony 〜ダ・カーポ〜 ガールズシンフォニー Side Girls Complete Disc            | 四之宮稜平（鈴木達央）、四之宮航平（鈴木裕斗）、四之宮蒼（堀江一眞）、四之宮渓（羽多野渉） | 「Cherry's Magic & Love」 | ゲーム『D.C. Girl's Symphony 〜ダ・カーポ〜 ガールズシンフォニー』関連曲                                   |
| 10月8日  | D.C. Girl's Symphony 〜ダ・カーポ〜 ガールズシンフォニー Side Girls Complete Disc            | 四之宮稜平（鈴木達央） | 「最上LOVER!」 | ゲーム『D.C. Girl's Symphony 〜ダ・カーポ〜 ガールズシンフォニー』関連曲                                   |
| 2009年   |                                                                                              | | | |
| 1月31日  | クリムゾン・エンパイア Crimson Empire 〜Glace〜                                              | ブライアン＝カペラ（鈴木達央） | 「水面下の仕掛け」 | ゲーム『クリムゾン・エンパイア〜Circumstance to serve a noble〜』関連曲                                    |
| 8月26日  | 仮面の下のバラッド/Meteoric shower」                                                         | ROMANXIA | 「仮面の下のバラッド」 「Meteoric shower」 | ゲーム『ルシアンビーズ』主題歌                                                                             |
| 9月9日   | Lucian Bee's キャラクターソングvol.1 VAN                                                     | ヴァン・カイエン（鈴木達央） | 「無敵のBIG BANG!!!!!!!」 | ゲーム『ルシアンビーズ』関連曲                                                                             |
| 12月29日 | そらのおとしもの エンディング・テーマ・コレクション                                          | イカロス（早見沙織）、見月そはら（美名）、五月田根美香子（高垣彩陽）、桜井智樹（保志総一朗）、守形英四郎（鈴木達央） | 「太陽がくれた季節」 | テレビアニメ『そらのおとしもの』エンディングテーマ                                                         |
| 12月29日 | そらのおとしもの エンディング・テーマ・コレクション                                          | イカロス（早見沙織）、ニンフ（野水伊織）、見月そはら（美名）、五月田根美香子（高垣彩陽）、桜井智樹（保志総一朗）、守形英四郎（鈴木達央） | 「ふり向くな君は美しい」 | テレビアニメ『そらのおとしもの』エンディングテーマ                                                         |
| 12月29日 | そらのおとしもの エンディング・テーマ・コレクション                                          | 桜井智樹（保志総一朗）、守形英四郎（鈴木達央） | 「ワイルドセブン」 | テレビアニメ『そらのおとしもの』エンディングテーマ                                                         |
| 12月29日 | そらのおとしもの エンディング・テーマ・コレクション                                          | 守形英四郎（鈴木達央）、五月田根美香子（高垣彩陽） | 「僕等のダイアリー」 | テレビアニメ『そらのおとしもの』エンディングテーマ                                                         |
| 12月29日 | そらのおとしもの エンディング・テーマ・コレクション                                          | 「エンディング Ver.1.0〜XIV ノンストップ・メドレー」 | | テレビアニメ『そらのおとしもの』エンディングテーマ                                                         |
| 2010年   |                                                                                              | | | |
| 2月10日  | バカ・ゴー・ホーム                                                                           | milktub feat.バカテスオールスターズ | 「バカ・ゴー・ホーム」 | テレビアニメ『バカとテストと召喚獣』エンディングテーマ                                                     |
| 2月24日  | バカとテストと召喚獣 キャラクターソングミニアルバム                                          | 坂本雄二（鈴木達央） | 「壊男〜KAIDAN〜」 | テレビアニメ『バカとテストと召喚獣』関連曲                                                                 |
| 3月10日  | そらのおとしもの キャラクターソングアルバム〜そらの音楽祭〜                                  | 守形英四郎（鈴木達央） | 「Neo=Frontier Spirit」 | テレビアニメ『そらのおとしもの』関連曲                                                                     |
| 3月24日  | 堕天使の甘い誘惑×快感フレーズ オリジナルサウンドトラック                                     | 大河内咲也（鈴木達央） | 「真夜中のシンデレラ」 | ゲーム『堕天使の甘い誘惑×快感フレーズ』主題歌                                                              |
| 4月1日   | VELVET UNDERWORLD Fragment Person+animation 11 VULKANUS                                      | ウルカヌス（鈴木達央） | 「LIVE DANGER」 | 『VELVET UNDERWORLD』関連曲                                                                                |
| 4月21日  | SRX CHARACTOR CD〜SUNSHINE RED DISC〜『愛のZERO距離射撃-loveshooooot!!!!!』                  | 駒江クリストフ・ヨウスケ（鈴木達央）、霧澤タクト（宮野真守） | 『愛のZERO距離射撃-loveshooooot!!!!!』 | ゲーム『スカーレッドライダーゼクス』関連曲                                                                 |
| 6月16日  | デス・コネクション キャラクターソングアルバム                                                | ヴィシャス（鈴木達央） | 「Distino〜運命のコール〜」 | ゲーム『デス・コネクション』関連曲                                                                         |
| 6月23日  | ANOTHER WORLD                                                                                | キット（鈴木達央）、レン（松田悟志） | 「ANOTHER WORLD」 | テレビドラマ『KAMEN RIDER DRAGON KNIGHT』エンディングテーマ                                                |
| 6月23日  | ANOTHER WORLD                                                                                | キット（鈴木達央） | 「ANOTHER WORLD」 | テレビドラマ『KAMEN RIDER DRAGON KNIGHT』関連曲                                                            |
| 9月22日  | 一撃SN†PER                                                                                   | 真壁翼（鈴木達央）、草薙一（小野大輔） | 「一撃SN†PER」 | ゲーム『VitaminX Evolution Plus』オープニングテーマ                                                        |
| 9月29日  | イケメン☆アルバム Vol.4 Club AI$編                                                           | 健（鈴木達央） | 「I.den-tify」 | キャラクターCD『イケメン☆アルバム』関連曲                                                                  |
| 10月27日 | 黒執事II キャラクターソング Vol.9「堕子爵、美唱」                                            | ドルイット子爵（鈴木達央） | 「背徳ワンダーランド」 「人生には愛と奏でと、航海と」 | テレビアニメ『黒執事II』関連曲                                                                             |
| 11月24日 | 愛言葉になるD.N.A.                                                                           | ROMANXIA | 「愛言葉になるD.N.A.」 「星屑レボリューション」 | ゲーム『Lucian Bee's -RESURRECTION SUPERNOVA-』主題歌                                                      |
| 2011年   |                                                                                              | | | |
| 1月26日  | VitaminX Addiction CD-01 堕天使ハニー                                                        | 真壁翼（鈴木達央） | 「惰天使ハニー」 「惰天使ハニー（ぴた☆ぱら Re-Mix☆EXTREAM）」 | OVA『VitaminX Addiction』関連曲                                                                            |
| 1月26日  | Black Robinia                                                                                | 香津木零（鈴木達央）、如月秋羅（立花慎之介） | 「Black Robinia」 | ゲーム『Black Robinia』主題歌                                                                              |
| 2月23日  | Black Robinia サウンドコレクション                                                           | 香津木零（鈴木達央） | 「Believe all things」 | ゲーム『Black Robinia』関連曲                                                                              |
| 3月14日  | VitaminXtoZ RED-SKY                                                                          | 真壁翼（鈴木達央）、成宮天十郎（KENN） | 「激X烈（ダブルレッド）Zone」 | ゲーム『VitaminXtoZ』オープニングテーマ                                                                    |
| 4月27日  | Scared Rider Xechs DRAMATIC CHARACTER CD Vol.4 愛ADRENALINE                                  | 駒江クリストフ・ヨウスケ（鈴木達央） | 「愛ADRENALINE」 | ゲーム『スカーレッドライダーゼクス』関連曲                                                                 |
| 6月1日   | 熱狂XOXO                                                                                     | 桐嶋伊織（鈴木達央）、磯野類（梶裕貴）、九条拓海（遊佐浩二） | 「熱狂XOXO」 | ゲーム『TOKYOヤマノテBOYS 〜SUPER MINT DISC〜』主題歌                                                      |
| 6月1日   | 熱狂XOXO                                                                                     | 桐嶋伊織（鈴木達央） | 「TOKYO」 | ゲーム『TOKYOヤマノテBOYS 〜SUPER MINT DISC〜』主題歌                                                      |
| 6月22日  | TVアニメ「殿といっしょ」主題歌CD「戦国武将かぞえ唄」                                         | 伊達政宗（鈴木達央） | 「戦国武将かぞえ唄」 「いつでもココロに眼帯を」 「目指せスーパーガンター」 「機動武士ガンタイン」 | テレビアニメ『殿といっしょ』主題歌                                                                         |
| 7月6日   | TOKYOヤマノテBOYS 〜SUPER MINT DISC〜 キャラクターソング                                     | 桐嶋伊織（鈴木達央） | 「LOVEマシンガン」 | ゲーム『TOKYOヤマノテBOYS 〜SUPER MINT DISC〜』関連曲                                                      |
| 8月24日  | 明久ハーレムCD                                                                               | 吉井明久（下野紘）×坂本雄二（鈴木達央） | 「今日も今日とてBun-bun-bun」 | テレビアニメ『バカとテストと召喚獣にっ！』関連曲                                                           |
| 8月24日  | 明久ハーレムCD                                                                               | 坂本雄二（鈴木達央） | 「今日も今日とてBun-bun-bun」 | テレビアニメ『バカとテストと召喚獣にっ！』関連曲                                                           |
| 8月26日  | 溺愛X（エクストリーム）                                                                      | 真壁翼（鈴木達央）、草薙一（小野大輔） | 「溺愛X（エクストリーム）」 | OVA『VitaminX Addiction』オープニングテーマ                                                                |
| 8月26日  | 学園（デイドゥリーム）フロンティア                                                           | 真壁翼（鈴木達央）、草薙一（小野大輔） | 「学園（デイドゥリーム）フロンティア」 | OVA『VitaminX Addiction』エンディングテーマ                                                                |
| 8月31日  | スカーレッドライダーゼクス-STARDUST LOVERS- テーマソング                                     | 駒江クリストフ・ヨウスケ（鈴木達央） | 「somelights dayz」 | ゲーム『スカーレッドライダーゼクス-STARDUST LOVERS-』エンディングテーマ                                    |
| 11月30日 | うたの☆プリンスさまっ♪Debut ユニットドラマCD 蘭丸&真斗&レン                                  | 黒崎蘭丸（鈴木達央）、聖川真斗（鈴村健一）、神宮寺レン（諏訪部順一） | 「Dream more than Love」 | ゲーム『うたの☆プリンスさまっ♪Debut』挿入歌                                                                |
| 2012年   |                                                                                              | | | |
| 1月25日  | Scared Rider Xechs DREAM COLLABORATION CD Vol.2「tuning NOISE -星屑カケラたち-」             | 駒江クリストフ・ヨウスケ（鈴木達央）&フェルナンデス（竹本英史） | 「tuning NOISE -星屑カケラたち-」 | ゲーム『スカーレッドライダーゼクス』関連曲                                                                 |
| 2月9日   | VitaminX Detective B6 主題歌CD「探偵（エージェント）√CODE」                                  | 真壁翼（鈴木達央）、草薙一（小野大輔） | 「探偵（エージェント）√CODE」 「ANOTHER WORLD」 | ゲーム『VitaminX Detective B6』主題歌                                                                      |
| 5月30日  | スカーレッドライダーゼクスI+FDポータブル テーマソング                                        | 駒江クリストフ・ヨウスケ（鈴木達央）、無月ヒジリ（KENN） | 「Rock’n★Roll★Driller」 | ゲーム『スカーレッドライダーゼクスI+FDポータブル』関連曲                                                   |
| 6月20日  | 黒子のバスケ SOLO SERIES Vol.5 高尾和成                                                      | 高尾和成（鈴木達央） | 「F.O.V.」 「エース様に万歳」 | テレビアニメ『黒子のバスケ』関連曲                                                                         |
| 7月11日  | VitaminX Character Song CD That's エンターテイメント！ B6&T6 SHOW ＃1〜翼と葛城／一と鳳〜    | 真壁翼（鈴木達央）、葛城銀児（杉田智和） | 「$100（ミリオンダラー） Lady 〜私をVegasに連れてって！〜」 | ゲーム『VitaminX』関連曲                                                                                   |
| 7月18日  | 特命戦隊ゴーバスターズ ソングコレクション サウンドミッション 2                               | 宇佐見ヨーコ（小宮有紗）、ウサダ・レタス（鈴木達央） | 「心配 ハニー♡バニー」 | 『特命戦隊ゴーバスターズ』関連曲                                                                           |
| 7月25日  | うたの☆プリンスさまっ♪ Shining All Star CD                                                   | 寿嶺二（森久保祥太郎）、黒崎蘭丸（鈴木達央）、美風藍（蒼井翔太）、カミュ（前野智昭） | 「QUARTET★NIGHT」 | ゲーム『うたの☆プリンスさまっ♪ All Star』オープニングテーマ                                                |
| 8月22日  | VitaminX Character Song CD That's エンターテイメント！ B6 SHOW ＃4〜VitaminXのテーマ／永田〜 | 真壁翼（鈴木達央）、草薙一（小野大輔）、七瀬瞬（鳥海浩輔）、仙道清春（吉野裕行）、風門寺悟郎（岸尾だいすけ）、斑目瑞希（菅沼久義） | 「ENDLESS X!!!」 | ゲーム『VitaminX』関連曲                                                                                   |
| 9月5日   | うたの☆プリンスさまっ♪アイドルソング 蘭丸&カミュ                                             | 黒崎蘭丸（鈴木達央） | 「BRIGHT ROAD」 | ゲーム『うたの☆プリンスさまっ♪ All Star』挿入歌                                                            |
| 9月26日  | うたの☆プリンスさまっ♪ デュエットCD 嶺二＆蘭丸／藍＆カミュ                                   | 寿嶺二(森久保祥太郎)、黒崎蘭丸（鈴木達央） | 「RISE AGAIN」 | ゲーム『うたの☆プリンスさまっ♪ All Star』挿入歌                                                            |
| 9月26日  | 黒子のバスケ Duet SERIES Vol.3 緑間真太郎&高尾和成                                           | 緑間真太郎（小野大輔）、高尾和成（鈴木達央） | 「とある信者の果敢な毎日」 「明日へ連れて」 | テレビアニメ『黒子のバスケ』キャラクターソング                                                             |
| 11月28日 | うたの☆プリンスさまっ♪シャッフルユニットCD 蘭丸＆セシル                                      | 黒崎蘭丸（鈴木達央）、愛島セシル（鳥海浩輔） | 「恋色センチメンタル」 | ゲーム『うたの☆プリンスさまっ♪ MUSIC 2』挿入歌                                                             |
| 12月19日 | TOKYOヤマノテBOYS THE ALLSTAR COLLECTION                                                     | 桐嶋伊織（鈴木達央） | 「百年Only Love!!!」 | ゲーム『TOKYOヤマノテBOYS FRESH GINGER』オープニングテーマ                                                 |
| 12月26日 | Steel Your Heart/恋色ミラクル                                                                | Glass Heart Prince | 「Steel Your Heart」 「恋色ミラクル」 | ゲーム『Glass Heart Princess』主題歌                                                                       |
| 2013年   |                                                                                              | | | |
| 1月23日  | TOKYOヤマノテBOYS Portable SUPER MINT DISC 主題歌                                            | 桐嶋伊織（鈴木達央）、磯野類（梶裕貴）、九条拓海（遊佐浩二） | 「終わりなき愛の決闘者(デュエリスト)」 | ゲーム『TOKYOヤマノテBOYS Portable SUPER MINT DISC』主題歌                                                 |
| 1月23日  | TOKYOヤマノテBOYS Portable SUPER MINT DISC 主題歌                                            | 桐嶋伊織（鈴木達央） | 「STARGAZER」 | ゲーム『TOKYOヤマノテBOYS Portable SUPER MINT DISC』主題歌                                                 |
| 2月8日   | PCゲーム&シチュエーションCD - シノバズセブン 06.澤                                           | 大宅澤（鈴木達央） | 「Mirage of the night」 | ゲーム『シノバズセブン』挿入歌                                                                             |
| 2月22日  | 乙女執事が歌ってみた2 金条煌                                                                 | 金条煌（鈴木達央） | 「鳴動のスペクタクル」 | ドラマCD『乙女』シリーズ 関連曲                                                                            |
| 2月27日  | 白虎隊 志士異聞記 音盤 其の壱                                                                | 酒井峰治（寺島拓篤）、伊東又八（岸尾だいすけ）、篠田儀三郎（鈴木達央） | 「風のむこうへ」 | 『白虎隊 志士異聞記』関連曲                                                                                |
| 8月7日   | SPLASH FREE                                                                                  | STYLE FIVE | 「SPLASH FREE」 | テレビアニメ『Free!』エンディングテーマ                                                                    |
| 8月7日   | SPLASH FREE                                                                                  | 七瀬遙（島﨑信長）、橘真琴（鈴木達央） | 「Water Surprise!」 | WEBラジオ『イワトビちゃんねる』テーマソング                                                                |
| 8月7日   | Free! キャラクターソング Vol.2 橘 真琴                                                       | 橘真琴（鈴木達央） | 「未来へのストローク」 「潮風のfriendship」 | テレビアニメ『Free!』関連曲                                                                                |
| 8月8日   | VitaminR 主題歌CD 『絶対不滅の愛(ダイヤモンド)』                                             | 藤重一真（鈴木達央）、望月玲央（小野大輔） | 「絶対不滅の愛（ダイヤモンド）」 | ゲーム『VitaminR』オープニングテーマ                                                                       |
| 8月14日  | イナズマオールスターズ×TPKキャラクターソングアルバム「感動共有！」                           | 井吹宗正（鈴木達央） | 「Don't Stop!!!!」 | テレビアニメ『イナズマイレブン』シリーズ 関連曲                                                            |
| 8月14日  | イナズマオールスターズ×TPKキャラクターソングアルバム「感動共有！」                           | イナズマオールスターズ | 「感動共有！ from イナズマオールスターズ」 | テレビアニメ『イナズマイレブン』シリーズ 関連曲                                                            |
| 8月28日  | SEVENTH HEAVEN vol.5 シオン                                                                  | シオン（鈴木達央） | 「深海」 | ドラマCD『SEVENTH HEAVEN』関連曲                                                                           |
| 10月2日  | Free! オリジナルサウンドトラック Ever Blue Sounds                                            | STYLE FIVE | 「EVER BLUE」 | テレビアニメ『Free!』エンディングテーマ                                                                    |
| 10月23日 | TVアニメ Free! リミックス・ミニアルバム                                                      | STYLE FIVE | 「SPLASH FREE -Boldo Remix-」 「SPLASH FREE -DJ Chika a.k.a Inherit Remix-」 「SPLASH FREE -BOOBEE BROTHERS Remix-」 「EVER BLUE -acro jazz laboratories Remix-」 「EVER BLUE -Deep Deep Blue Remix-」 | テレビアニメ『Free!』関連曲                                                                                |
| 10月23日 | DIABOLIK LOVERS MORE,BLOOD「極限（UNLIMITED）BLOOD」                                         | 無神コウ（木村良平）、無神ユーマ（鈴木達央）、無神アズサ（岸尾だいすけ） | 「月蝕（Eclipse）」 | ゲーム『DIABOLIK LOVERS MORE,BLOOD』エンディングテーマ                                                     |
| 11月20日 | VitaminR Amazing Supplement Boys, W6 1st Impact 〜Kazuma&Leo〜                               | 藤重一真（鈴木達央） | 「慟哭のDEVILMAN」 | ゲーム『VitaminR』関連曲                                                                                   |
| 12月18日 | Free! キャラクターソング・デュエットシリーズ Vol.1 七瀬 遙 & 橘 真琴                         | 七瀬遙（島﨑信長）、橘真琴（鈴木達央） | 「Always Here」 「my base, your pace」 | テレビアニメ『Free!』関連曲                                                                                |
| 12月25日 | 聖闘士星矢Ω Song Collection                                                                  | 栄斗（鈴木達央） | 「Undercover of the Moonlight」 | テレビアニメ『聖闘士星矢Ω』関連曲                                                                          |
| 2014年   |                                                                                              | | | |
| 1月8日   | 境界の彼方 キャラクターソング Vol.2                                                          | 名瀬博臣（鈴木達央） | 「CAGE FOR LOVE」 | テレビアニメ『境界の彼方』関連曲                                                                           |
| 1月8日   | 境界の彼方 キャラクターソング Vol.2                                                          | 神原秋人（KENN）、名瀬博臣（鈴木達央） | 「Welcome to THE WORLD!」 | テレビアニメ『境界の彼方』関連曲                                                                           |
| 2月12日  | VitaminR Amazing Supplement Boys, W6 2nd Impact 〜W6〜                                       | 藤重一真（鈴木達央）、望月玲央（小野大輔）、ジャン・フェリックス・ヴァロー（鳥海浩輔）、灰羽カオル（菅沼久義）、赤桐瑛太（岸尾だいすけ）、朝比奈司（吉野裕行）                                                                                           | 「AHOY!!!!!!」 | ゲーム『VitaminR』関連曲                                                                                   |
| 2月19日  | イナズマイレブンシリーズ5周年記念「本当にありがとう」                                        | 神童拓人（斎賀みつき）、井吹宗正（鈴木達央） | 「COOL HEAT」 | テレビアニメ『イナズマイレブン』シリーズ 関連曲                                                            |
| 2月26日  | うたの☆プリンスさまっ♪ 劇団シャイニング「JOKER TRAP」                                        | 黒崎蘭丸（鈴木達央）、カミュ（前野智昭）、一ノ瀬トキヤ（宮野真守）、神宮寺レン（諏訪部順一） | 「JOKER TRAP」 | 『うたの☆プリンスさまっ♪』関連曲                                                                           |
| 3月26日  | 黒子のバスケ SOLO MINI ALBUM Vol.1 黒子テツヤ-Ignite Music-                                  | 黒子テツヤ（小野賢章） feat.高尾和成（鈴木達央） | 「Bring it on now!!」 | テレビアニメ『黒子のバスケ』関連曲                                                                         |
| 4月23日  | 幕末Rock ゲーム主題歌「What's this?」                                                        | 超魂團 | 「What's this?」 | ゲーム『幕末Rock』主題歌                                                                                   |
| 5月28日  | うたの☆プリンスさまっ♪アイドルソング 黒崎蘭丸                                                | 黒崎蘭丸（鈴木達央） | 「Not Bad」 「WILD SOUL」 | ゲーム『うたの☆プリンスさまっ♪ All Star After Secret』挿入歌                                               |
| 5月28日  | 幕末Rock超絶頂（エクスタシー）★ソング 高杉晋作                                               | 高杉晋作（鈴木達央） | 「REACTION」 「生きてゆこう」 | ゲーム『幕末Rock』挿入歌                                                                                   |
| 7月7日   | 黒子のバスケ SOLO MINI ALBUM Vol.3 緑間真太郎-Shooting My Luck-                              | 緑間真太郎（小野大輔） feat.高尾和成（鈴木達央） | 「Way to Victory」 | テレビアニメ『黒子のバスケ』キ関連曲                                                                       |
| 7月24日  | 幕末Rock「トライアングル★ロックンロール」                                                    | 坂本龍馬（谷山紀章）、高杉晋作（鈴木達央）、桂小五郎（森久保祥太郎） | 「Rolling Thunder」 「RIDE ON THE WAVE」 | ゲーム『幕末Rock』挿入歌                                                                                   |
| 7月25日  | 源氏物語〜男女逆転恋唄〜 月夜之巻                                                            | 月夜（鈴木達央） | 「花残月」 | ドラマCD『源氏物語〜男女逆転恋唄〜』キャラクターソング                                                     |
| 8月6日   | FUTURE FISH                                                                                  | STYLE FIVE | 「FUTURE FISH」 | テレビアニメ『Free!-Eternal Summer-』エンディングテーマ                                                    |
| 8月6日   | FUTURE FISH                                                                                  | 七瀬遙（島﨑信長）、橘真琴（鈴木達央）、松岡凛（宮野真守） | 「NEO BLUE BREATHING」 | テレビアニメ『Free!-Eternal Summer-』関連曲                                                                |
| 8月13日  | SRX THE BEST 紅盤                                                                            | 駒江クリストフ・ヨウスケ（鈴木達央）、霧澤タクト（宮野真守） | 「リュウキュウINFINITY」 | ゲーム『スカーレッドライダーゼクス』関連曲                                                                 |
| 8月20日  | Free!-Eternal Summer- キャラクターソング Vol.2 橘 真琴                                       | 橘真琴（鈴木達央） | 「流線の行方」 「Sunshine Season」 | テレビアニメ『Free!-Eternal Summer-』関連曲                                                                |
| 8月27日  | うたの☆プリンスさまっ♪カルテットアイドルソング                                               | 寿嶺二（森久保祥太郎）、黒崎蘭丸、美風藍（蒼井翔太）、カミュ（前野智昭） | 「マリアージュ」 「You're my life」 | ゲーム『うたの☆プリンスさまっ♪ All Star After Secret』挿入歌                                               |
| 8月27日  | 絶頂DAYBREAK                                                                                 | 超魂團 | 「絶頂DAYBREAK」 「五色繚乱」 | テレビアニメ『幕末Rock』エンディングテーマ                                                                 |
| 10月8日  | Free!-Eternal Summer- オリジナルサウンドトラック Clear Blue Notes                            | 七瀬遙（島﨑信長）、橘真琴（鈴木達央）、葉月渚（代永翼）、竜ヶ崎怜（平川大輔）、松岡凛（宮野真守）、山崎宗介（細谷佳正）、似鳥愛一郎（宮田幸季）、御子柴百太郎（鈴村健一）                                                                               | 「Clear Blue Departure」 | テレビアニメ『Free!-Eternal Summer-』エンディングテーマ                                                    |
| 11月6日  | 幕末Rock 超魂 ミニアルバム                                                                   | 超魂團、徳川慶喜（斎賀みつき）、井伊直弼（安元洋貴）、マシュー・カルブレイス・ペリー・ジュニア（諏訪部順一） | 「不完全パズル」 「WHITE」 | テレビアニメ『幕末Rock』関連曲                                                                             |
| 2015年   |                                                                                              | | | |
| 1月21日  | DIABOLIK LOVERS MORE CHARACTER SONG Vol.7                                                    | 無神ユーマ（鈴木達央） | 「暴言シンドローム」 | 『DIABOLIK LOVERS』関連曲                                                                                  |
| 3月25日  | 七つの大罪ヴォーカルコレクション「バンVSキング」                                             | バン（鈴木達央） | 「Never-ending」 | テレビアニメ『七つの大罪』関連曲                                                                           |
| 6月24日  | エボリューション・イヴ                                                                       | QUARTET NIGHT | 「エボリューション・イヴ」 「The dice are cast」 | テレビアニメ『うたの☆プリンスさまっ♪ マジLOVEレボリューションズ』挿入歌                                    |
| 8月19日  | DIABOLIK LOVERS Bloody Songs -SUPER BEST II- 無神家ver                                       | 無神ルキ（櫻井孝宏）、無神コウ（木村良平）、無神ユーマ（鈴木達央）、無神アズサ（岸尾だいすけ） | 「罠-If You're Diablo-」 | 『DIABOLIK LOVERS』関連曲                                                                                  |
| 10月28日 | キャラクターCD「SERVAMP-サーヴァンプ-」 Vol.5 椿&ベルキア                                    | 椿（鈴木達央）、ベルキア（松岡禎丞） | 「Who is Coming, uninvited」 | ドラマCD『SERVAMP-サーヴァンプ-』関連曲                                                                    |
| 10月28日 | キャラクターCD「SERVAMP-サーヴァンプ-」 Vol.5 椿&ベルキア                                    | 椿（鈴木達央） | 「Who is Coming, uninvited」 | ドラマCD『SERVAMP-サーヴァンプ-』関連曲                                                                    |
| 12月2日  | TVアニメ「キュートランスフォーマー さらなる人気者への道」 BD&DVD 初回限定盤 特典CD           | ロックダウン（鈴木達央） | 「WANTED 〜惚れたぜ夜露死苦〜」 | テレビアニメ『キュートランスフォーマー さらなる人気者への道』関連曲                                        |
| 12月2日  | Dance with Devils キャラクターシングル6 ローエン                                             | ローエン（鈴木達央） | 「My Opinion」 | テレビアニメ『Dance with Devils』関連曲                                                                    |
| 12月2日  | Dance with Devils キャラクターシングル6 ローエン                                             | ローエン（鈴木達央） | 「ワタクシは忠実な犬です。」 | テレビアニメ『Dance with Devils』挿入歌                                                                    |
| 12月25日 | Dance with Destinies                                                                         | Grimoire all star cast | 「Crazy about you」 | テレビアニメ『Dance with Devils』挿入歌                                                                    |
| 2016年   |                                                                                              | | | |
| 2月10日  | Be My Steady                                                                                 | ギャラクシー・スタンダード | 「Be My Steady」 | テレビアニメ『プリンス・オブ・ストライド オルタナティブ』エンディングテーマ                                |
| 2月10日  | Be My Steady                                                                                 | ギャラクシー・スタンダード | 「RUSH」 | ゲーム『プリンス・オブ・ストライド』挿入歌                                                                 |
| 2月10日  | Be My Steady                                                                                 | ギャラクシー・スタンダード | 「You're My Courage」 | ゲーム『プリンス・オブ・ストライド』エンディングテーマ                                                     |
| 2月17日  | DIABOLIK LOVERS VERSUS SONG Requiem（2）Bloody Night Vol.V コウVSユーマ                      | 無神コウ（木村良平）、無神ユーマ（鈴木達央） | 「DIE IS CAST」 | 『DIABOLIK LOVERS』関連曲                                                                                  |
| 2月17日  | DIABOLIK LOVERS VERSUS SONG Requiem（2）Bloody Night Vol.V コウVSユーマ                      | 無神ユーマ（鈴木達央） | 「DIE IS CAST」 | 『DIABOLIK LOVERS』関連曲                                                                                  |
| 8月3日   | 青と紅のフォルツァート                                                                       | 駒江クリストフ・ヨウスケ（鈴木達央）、霧澤タクト（宮野真守） | 「青と紅のフォルツァート」 | テレビアニメ『スカーレッドライダーゼクス』オープニングテーマ                                               |
| 11月23日 | Dance with Devils ユニットシングル4 マキシス with ローエン                                   | マキシス（中田譲治） with ローエン（鈴木達央） | 「きらりひらり」 | テレビアニメ『Dance with Devils』関連曲                                                                    |
| 12月21日 | God's S.T.A.R.                                                                               | QUARTET NIGHT | 「God’s S.T.A.R.」 「KIZUNA」 | 『うたの☆プリンスさまっ♪ マジLOVEレジェンドスター』挿入歌                                                  |
| 2017年   |                                                                                              | | | |
| 1月11日  | DVD&Blu-ray「うたの☆プリンスさまっ♪マジLOVE レジェンドスター 1」特典CD                       | ST☆RISH、QUARTET NIGHT、HE★VENS | 「夢を歌へと…！」 | テレビアニメ『うたの☆プリンスさまっ♪ マジLOVEレジェンドスター』挿入歌                                      |
| 5月24日  | うたの☆プリンスさまっ♪アイドルソング 蘭丸&藍                                                 | 黒崎蘭丸（鈴木達央）、美風藍（蒼井翔太） | 「ハルハナ」 | ゲーム『うたの☆プリンスさまっ♪』関連曲                                                                     |
| 5月24日  | うたの☆プリンスさまっ♪アイドルソング 蘭丸&藍                                                 | 黒崎蘭丸（鈴木達央） | 「BE PROUD」 | ゲーム『うたの☆プリンスさまっ♪』関連曲                                                                     |
| 7月19日  | 「劇場版 Free!-Timeless Medley-」オリジナルサウンドトラック                                  | STYLE FIVE | 「RISING FREE」 | 劇場アニメ『劇場版 Free!-Timeless Medley-』主題歌                                                          |
| 11月8日  | FREE-STYLE SPIRIT/What Wonderful Days!!                                                      | STYLE FIVE | 「FREE-STYLE SPIRIT」 | 劇場アニメ『特別版 Free!-Take Your Marks-』オープニングテーマ                                              |
| 11月8日  | FREE-STYLE SPIRIT/What Wonderful Days!!                                                      | 岩鳶町のゆかいな仲間たち | 「What Wonderful Days!!」 | 劇場アニメ『特別版 Free!-Take Your Marks-』エンディングテーマ                                              |
| 11月15日 | うたの☆プリンスさまっ♪ Shining LiveテーマソングCD                                            | 寿嶺二（森久保祥太郎）、黒崎蘭丸（鈴木達央）、美風藍（蒼井翔太）、カミュ（前野智昭） | 「FORCE LIVE」 | ゲーム『うたの☆プリンスさまっ♪ Shining Live』テーマソング                                                  |
| 12月6日  | SHADOW OF LAFFANDOR ラファンドール国物語〜ある少女の光と影の追憶〜                           | ネブラエス・デュガン（鈴木達央） | 「愛しい人よ」 | テレビ番組『SHADOW OF LAFFANDOR ラファンドール国物語』エンディングテーマ                                   |
| 12月20日 | Symmetric love/You are my RIVAL                                                              | ACE | 「Word!!」 | テレビアニメ『ドリフェス！R』挿入歌                                                                        |
| 2018年   |                                                                                              | | | |
| 1月17日  | ちるらん にぶんの壱 キャラソング                                                             | 土方歳三（鈴木達央）、永倉新八（梅原裕一郎）、斉藤一（木村良平）、沖田総司（代永翼）、原田左之助（蒼井翔太） | 「証」 | テレビアニメ『ちるらん にぶんの壱』関連曲                                                                  |
| 1月17日  | ちるらん にぶんの壱 キャラソング                                                             | 土方歳三（鈴木達央） | 「咲き誇れるように」 | テレビアニメ『ちるらん にぶんの壱』関連曲                                                                  |
| 1月17日  | うたの☆プリンスさまっ♪ Shining Masterpiece Show Lost Alice                                   | 寿嶺二（森久保祥太郎）、黒崎蘭丸（鈴木達央）、聖川真斗（鈴村健一）、四ノ宮那月（谷山紀章） | 「Lost Alice」 | 『うたの☆プリンスさまっ♪』関連曲                                                                           |
| 1月24日  | Dance with Eternity                                                                          | 鉤貫レム（斉藤壮馬）、立華リンド（羽多野渉）、楚神ウリエ（近藤隆）、南那城メィジ（木村昴）、棗坂シキ（平川大輔）、ローエン（鈴木達央）、ジェキ（鈴木裕斗）、マリウス（豊永利行）                                                                         | 「スイート・グリモワール！」 | 劇場アニメ『Dance with Devils-Fortuna-』オープニングテーマ                                                 |
| 4月25日  | 陽だまりの庭 〜Eternal Garden〜                                                              | 神宮司高馬（鈴木達央）、羽早川翔（佐藤拓也） | 「="Equal"」 | テレビアニメ『Butlers〜千年百年物語〜』関連曲                                                              |
| 5月25日  | 劇場版 Dance with Devils-Fortuna- BD・DVD特典CD                                              | PENTACLE★★ | 「光れCAROL」 | ゲーム『Dance with Devils My Carol』主題歌                                                                 |
| 5月30日  | ブレンド・S BD・DVD 第6巻特典CD                                                              | ディーノ（前野智昭）、秋月紅葉（鈴木達央） | 「貴女にDolce」 | テレビアニメ『ブレンド・S』関連曲                                                                          |
| 5月30日  | ブレンド・S BD・DVD 第6巻特典CD                                                              | 桜ノ宮苺香（和氣あず未）、日向夏帆（鬼頭明里）、星川麻冬（春野杏）、天野美雨（種﨑敦美）、神埼ひでり（徳井青空）、ディーノ（前野智昭）、秋月紅葉（鈴木達央）、オーナー（鈴木達央）                                                                       | 「ぼなぺてぃーと♡S -All staff ver.-」 | テレビアニメ『ブレンド・S』関連曲                                                                          |
| 6月27日  | 俺ジナルソングス                                                                             | PRISMA | 「要注意狂女騎士」 | テレビアニメ『魔法少女 俺』挿入歌                                                                          |
| 8月1日   | FLY TO THE FUTURE                                                                            | QUARTET NIGHT | 「FLY TO THE FUTURE」 「THE WORLD IS MINE」 | 劇場アニメ『劇場版 うたの☆プリンスさまっ♪ マジLOVEキングダム』挿入歌                                       |
| 8月22日  | GOLD EVOLUTION                                                                               | STYLE FIVE | 「GOLD EVOLUTION」 | テレビアニメ『Free!-Dive to the Future-』エンディングテーマ                                                |
| 8月22日  | GOLD EVOLUTION                                                                               | 七瀬遙（島﨑信長）、橘真琴（鈴木達央） | 「DEEP-DEEP-DEEP」 | テレビアニメ『Free!-Dive to the Future-』関連曲                                                            |
| 9月26日  | ISLAND オリジナル・サウンドトラック                                                          | 御原凛音（田村ゆかり）、三千界切那（鈴木達央） | 「Quiet sea」 | テレビアニメ『ISLAND』挿入歌                                                                               |
| 10月10日 | Deep Blue Harmony                                                                            | 七瀬遙（島﨑信長）、橘真琴（鈴木達央）、松岡凛（宮野真守）、椎名旭（豊永利行）、桐嶋郁弥（内山昂輝）、葉月渚（代永翼）、竜ヶ崎怜（平川大輔） | 「Blue Destination」 | テレビアニメ『Free!-Dive to the Future-』エンディングテーマ                                                |
| 10月17日 | うたの☆プリンスさまっ♪デュエットドラマCD「Non-Fiction」 蘭丸&カミュ                          | 黒崎蘭丸（鈴木達央）、カミュ（前野智昭） | 「テーマソング「Non-Fiction」」 | ゲーム『うたの☆プリンスさまっ♪』関連曲                                                                     |
| 10月31日 | Free!-Dive to the Future- キャラクターソングミニアルバム Vol.1 Seven to High                 | 橘真琴（鈴木達央） | 「Hop Step Dream!!」 | テレビアニメ『Free!-Dive to the Future-』関連曲                                                            |
| 11月21日 | うたの☆プリンスさまっ♪Eternal Song CD「雪月花」                                              | 一十木音也（寺島拓篤）、聖川真斗（鈴村健一）、四ノ宮那月（谷山紀章）、一ノ瀬トキヤ（宮野真守）、神宮寺レン（諏訪部順一）、来栖翔（下野紘）、愛島セシル（鳥海浩輔）、寿嶺二（森久保祥太郎）、黒崎蘭丸（鈴木達央）、美風藍（蒼井翔太）、カミュ（前野智昭） | 「雪月花」 | ゲーム『うたの☆プリンスさまっ♪』関連曲                                                                     |
| 11月28日 | Noble Bullet 09 奇銃グループ                                                                 | キセル（鈴木達央） | 「アイヲクレ」 | ゲーム『千銃士』関連曲                                                                                     |
| 12月26日 | 劇場版 うたの☆プリンスさまっ♪ マジLOVEキングダム スペシャルユニットドラマCD 那月・蘭丸・瑛一 | 四ノ宮那月（谷山紀章）、黒崎蘭丸（鈴木達央）、鳳瑛一（緑川光） | 「エゴイスティック」 | 劇場アニメ『劇場版 うたの☆プリンスさまっ♪ マジLOVEキングダム』挿入歌                                       |
| 2019年   |                                                                                              | | | |
| 7月10日  | Forward Blue Waves                                                                           | STYLE FIVE | 「BRAVE DREAM」 | 劇場アニメ『劇場版 Free!-Road to the World-夢』主題歌                                                      |
| 8月7日   | Good Luck My Wave!                                                                           | 七瀬遙（島﨑信長）、橘真琴（鈴木達央） | 「Good Luck My Wave!」 | ラジオCD『復活！イワトビちゃんねるRW』主題歌                                                               |
| 8月7日   | Good Luck My Wave!                                                                           | 七瀬遙（島﨑信長）、橘真琴（鈴木達央） | 「GOLD EVOLUTION」 | テレビアニメ『Free!-Dive to the Future-』関連曲                                                            |
| 8月28日  | うたの☆プリンスさまっ♪ Shining Live テーマソングCD2                                          | 寿嶺二（森久保祥太郎）、黒崎蘭丸（鈴木達央）、美風藍（蒼井翔太）、カミュ（前野智昭） | 「DANCING OVER NIGHT」 | ゲーム『うたの☆プリンスさまっ♪ Shining Live』テーマソング                                                  |
| 12月25日 | 劇場版 うたの☆プリンスさまっ♪ マジLOVEキングダム BD・DVD特典CD                               | ST☆RISH、QUARTET NIGHT、HE★VENS | 「マジLOVEキングダム」 「Welocme to UTA☆PRI KINGDOM!!」 | 劇場アニメ『劇場版 うたの☆プリンスさまっ♪ マジLOVEキングダム』挿入歌                                       |
| 2020年   |                                                                                              | | | |
| 3月25日  | 警視庁 特務部 特殊凶悪犯対策室 第七課 -トクナナ- BD・DVD第4巻特典CD                          | 二条クジャク（鈴木達央） | 「Seek for…」 | テレビアニメ『警視庁 特務部 特殊凶悪犯対策室 第七課 -トクナナ-』関連曲                                     |
| 3月25日  | JEALOUSYS                                                                                    | shion（内田雄馬）、Reon（鈴木達央） | 「ジェラシス」 「New Generation」 | ゲーム『快感♥フレーズ CLIMAX』関連曲                                                                       |
| 3月25日  | JEALOUSYS                                                                                    | XXX | 「Shout」 | ゲーム『快感♥フレーズ CLIMAX』関連曲                                                                       |
| 4月15日  | うたの☆プリンスさまっ♪ Another World〜WHITE&BLACK〜 テーマソングCD                           | BLACK DEJAVU | 「BLACK DEJAVU」 | イベント『うたの☆プリンスさまっ♪ Another World〜WHITE&BLACK〜』テーマソング                                |
| 8月19日  | 正解不正解 期間生産限定盤（アニメ盤）                                                        | アノス・ヴォルディゴード（鈴木達央） | 「正解不正解」 | テレビアニメ『魔王学院の不適合者〜史上最強の魔王の始祖、転生して子孫たちの学校へ通う〜』オープニングテーマ |
| 9月16日  | SUPER STAR/THIS IS...!/Genesis HE★VENS                                                       | 寿嶺二（森久保祥太郎）、黒崎蘭丸（鈴木達央）、美風藍（蒼井翔太）、カミュ（前野智昭） | 「THIS IS...!」 | 『うたの☆プリンスさまっ♪』関連曲                                                                           |
| 10月28日 | 幕末Rock虚魂ドラマCD第1幕 超魂再臨!!                                                         | 超魂團 | 「CAME BACK」 | 『幕末Rock 虚魂』関連曲                                                                                    |
| 12月25日 | 幕末Rock虚魂ドラマCD第2幕 黄泉歌聖そしてクライマックスへ                                     | 超魂團 | 「harmonize」 | 『幕末Rock 虚魂』関連曲                                                                                    |
| 2021年   |                                                                                              | | | |
| 2月24日  | うたの☆プリンスさまっ♪ アイドルソング黒崎蘭丸                                                | 黒崎蘭丸（鈴木達央） | 「Clap Hands!!」 「I LOVE & NEED YOU」 | 『うたの☆プリンスさまっ♪』関連曲                                                                           |
| 2月24日  | 魔王学院の不適合者〜史上最強の魔王の始祖、転生して子孫たちの学校へ通う〜 BD・DVD第6巻特典CD  | アノス・ヴォルディゴード（鈴木達央） | 「Dear Descendants」 | テレビアニメ『魔王学院の不適合者〜史上最強の魔王の始祖、転生して子孫たちの学校へ通う〜』関連曲             |
| 6月2日   | うたの☆プリンスさまっ♪10th Anniversary CD                                                    | 寿嶺二（森久保祥太郎）、黒崎蘭丸（鈴木達央）、美風藍（蒼井翔太）、カミュ（前野智昭） | 「QUARTET CROWN」 | 『うたの☆プリンスさまっ♪』関連曲                                                                           |
| 6月4日   | JOH!仏 〜SANKIEMON〜 -二経-/ちみ・ちみMORYO -二経-                                           | BōZ | 「JOH!仏 〜SANKIEMON〜 -二経-」 「ちみ・ちみMORYO -二経-」 | テレビアニメ『SHAMAN KING』挿入歌                                                                          |
| 7月21日  | 東京リベンジャーズ EP01                                                                      | 龍宮寺堅（鈴木達央） | 「SIDEKICK」 | テレビアニメ『東京リベンジャーズ』関連曲                                                                   |
| 8月20日  | ファウスト・ラブ/ちみ・ちみMORYO-二経- Remix                                                 | BōZ | 「ちみ・ちみMORYO-二経- Remix」 | テレビアニメ『SHAMAN KING』関連曲                                                                          |
| 8月25日  | うたの☆プリンスさまっ♪Shining All Star CD3                                                   | 寿嶺二（森久保祥太郎）、黒崎蘭丸（鈴木達央）、美風藍（蒼井翔太）、カミュ（前野智昭） | 「Ready Steady Race!」 | 『うたの☆プリンスさまっ♪』関連曲                                                                           |
| 9月1日   | 魔入りました！入間くん ミュージックコレクション 悪MAX!!! Vol.2                               | ロノウェ・ロミエール（鈴木達央） | 「太陽のロロロロロノウェ」 | テレビアニメ『魔入りました！入間くん』第2シリーズ挿入歌                                                    |

### その他参加作品
| 発売日         | 商品名                                  | 歌                 | 楽曲 | 備考                                                                |
| -------------- | --------------------------------------- | ------------------ | --- | ------------------------------------------------------------------- |
| 2005年6月24日  | ONENESS                                 | アニサマフレンズ   | 「ONENESS」 | ライブイベント『Animelo Summer Live 2005 -THE BRIDGE-』テーマソング |
| 2005年8月24日  | 夢見る乙女番長                          | 乙女番長           | 「STAND UP!〜今日も明日も〜」 「4×8」 | ラジオ『集英学園乙女研究部』関連曲                                  |
| 2005年12月14日 | 真夜中に書いた乙女番長                  | 乙女番長           | 「Bitter Sweet」 「恋の手ほどきABC」 | ラジオ『集英学園乙女研究部』関連曲                                  |
| 2006年2月22日  | 立てば芍薬 座れば牡丹 歩く姿は乙女番長  | 乙女番長           | 「いつか、また。〜ボクラノアシタ〜」 「A.K.B」 | ラジオ『集英学園乙女研究部』関連曲                                  |
| 2006年5月10日  | KEEP YOUR VIRGINITY -乙女番長 THE BEST- | 乙女番長           | 「STAND UP! 〜今日も明日も〜 Main mix」 「恋の手ほどきABC Guttiappella mix」 「4×8 Main mix」 「Bitter Sweet Guttiappella mix」 「恋はバッファローのように Main mix」 「いつか、また。〜ボクラノアシタ〜 Main mix」 「4×8 Day Dream Remix」 「A.K.B. Guttiappella mix」 「かもめのコラソン Main mix」 「愛の宇宙(原題：Universe of Love) Main mix」 「イルカラ Main mix」 「STAND UP! 〜今日も明日も〜 Guttiappella mix」 | ラジオ『集英学園乙女研究部』関連曲                                  |
| 2006年7月7日   | GOLD GOAL                               | 高橋直純、鈴木達央 | 「GOLD GOAL」 | ラジオ『高橋直純Trouble Maker』                                     |
| 2007年10月24日 | VIOLENT ERECTION                        | 乙JAPAN            | 「VIOLENT ERECTION」 「ユメビト」 | ラジオ『集英学園乙女研究部』関連曲                                  |
| 2024年5月29日  | CrosSing Collection vol.4               | 鈴木達央           | 「READY STEADY GO」 | カバーソングプロジェクト『CrosSing - Music＆Voice-』関連曲          |

## 書籍
- 写真集「＝(EQUAL)」（2008年、スタジオワープ）